# Pop Around the Clock
Pop Around the Clock (deutsch: Popmusik rund um die Uhr) ist eine Sendereihe der 3sat-Musikredaktion. Erstmals wurde diese Reihe an Silvester 2002 einen kompletten Tag lang (eben rund um die Uhr) ausgestrahlt. Aufgrund des großen Erfolges wurde diese Ausstrahlung in der Mainacht wiederholt.
Seitdem gibt es regelmäßig zu Silvester und am 1. Mai weitere Sendungen, in denen Konzertmitschnitte von Rock- und Popmusik ausgestrahlt werden. Weitere Konzerttage gibt es an drei Samstagen als siebenstündiges Non-Stop-Programm im Sommer u. a. vom New Pop Festival.

## Ausgestrahlte Sendungen
Ausstrahlung an/am (Legende):
- (S) = Silvester (bzw. Nacht zum Neujahrstag)
- (M) = 1. Mai (bzw. Nacht zum 2. Mai = Wiederholung des Silvesterprogramms des Vorjahres)

| Ausstrahlungsjahr                                                                  | Künstler bzw. Band                                                            | Konzert |
| ---------------------------------------------------------------------------------- | ----------------------------------------------------------------------------- | --- |
| Silvester 2024                                                                     |                                                                               | |
| 2024 (S)                                                                           | Kris Kristofferson & Friends                                                  | The Highwaymen |
| 2024 (S)                                                                           | Cyndi Lauper                                                                  | Live in Paris |
| 2024 (S)                                                                           | Billy Joel                                                                    | Live from Long Island |
| 2024 (S)                                                                           | Phil Collins, Mark Knopfler, Sting, Eric Clapton, Elton John & Paul McCartney | Music for Montserrat |
| 2024 (S)                                                                           | Christina Stürmer                                                             | MTV Unplugged in Wien |
| 2024 (S)                                                                           | Clueso                                                                        | Sommer Tour 2024 – Live von der Berliner Waldbühne                                                                               |
| 2024 (S)                                                                           | Herbert Grönemeyer                                                            | Mensch – Live |
| 2024 (S)                                                                           | Eric Clapton                                                                  | Crossroads Guitar Festival 2023                                                                                                  |
| 2024 (S)                                                                           | Sheryl Crow                                                                   | Live at the Franklin Theatre |
| 2024 (S)                                                                           | The Rolling Stones                                                            | Welcome to Shepherd's Bush |
| 2024 (S)                                                                           | Liam Gallagher                                                                | Live at Knebworth 2022 |
| 2024 (S)                                                                           | Bryan Adams                                                                   | Live at Royal Albert Hall |
| 2024 (S)                                                                           | AC/DC                                                                         | No Bull – The Directors Cut |
| 2024 (S)                                                                           | Anastacia                                                                     | Live at Last |
| 2024 (S)                                                                           | Take That                                                                     | Progress Live |
| 2024 (S)                                                                           | Pet Shop Boys                                                                 | Dreamworld |
| 2024 (S)                                                                           | DJ Bobo                                                                       | EVOL30N – Live in Berlin |
| 2024 (S)                                                                           | Purple Disco Machine                                                          | Purple Disco Machine |
| 2024 (S)                                                                           | Sam Smith                                                                     | Live at the Royal Albert Hall |
| 17. August 2024 - Summer edition                                                   |                                                                               | |
| 2024 (17. August)                                                                  | Wanda                                                                         | Donauinselfest 2024 |
| 2024 (17. August)                                                                  | Christina Stürmer                                                             | Donauinselfest 2024 |
| 2024 (17. August)                                                                  | Wolfgang Ambros                                                               | Donauinselfest 2024 |
| 2024 (17. August)                                                                  | verschiedene Künstler                                                         | Hard 'n' Heavy (Doku-Reihe) |
| 2024 (17. August)                                                                  | verschiedene Künstler                                                         | The True Story of... (Doku-Reihe)                                                                                                |
| 2024 (17. August)                                                                  | Milky Chance                                                                  | Pop Around @ Bauhaus |
| 2024 (17. August)                                                                  | Kamrad                                                                        | Pop Around @ Bauhaus |
| 2024 (17. August)                                                                  | Madsen                                                                        | Pop Around @ Bauhaus |
| 2024 (17. August)                                                                  | Deine Cousine                                                                 | Pop Around @ Bauhaus |
| 2024 (17. August)                                                                  | Philipp Poisel                                                                | Neon Acoustic Orchestra |
| 2024 (17. August)                                                                  | Michael Patrick Kelly                                                         | B.O.A.T.S Live |
| 2024 (17. August)                                                                  | Silbermond                                                                    | AUF AUF - Live im Theater des Westens, Berlin                                                                                    |
| 2024 (17. August)                                                                  | Clueso                                                                        | Sommer Tour 2024 - Live von der Berliner Waldbühne                                                                               |
| 2024 (17. August)                                                                  | Billie Eilish                                                                 | Happier Than Ever |
| 2024 (17. August)                                                                  | verschiedene Künstler                                                         | Isle of Wight Festival 2024 |
| 2024 (17. August)                                                                  | Katy Perry                                                                    | The Prismatic World Tour |
| 2024 (17. August)                                                                  | P!nk                                                                          | Funhouse |
| 2024 (17. August)                                                                  | Madonna                                                                       | Rebel Heart Tour |
| 2024 (17. August)                                                                  | Sam Smith                                                                     | Live at the Royal Albert Hall |
| Silvester 2023                                                                     |                                                                               | |
| 2023 (S)                                                                           | Carole King                                                                   | Home Again – Live in Central Park                                                                                                |
| 2023 (S)                                                                           | Bob Dylan                                                                     | Shadow Kingdom – The Early Songs                                                                                                 |
| 2023 (S)                                                                           | The Highwaymen                                                                | American Outlaws – Live |
| 2023 (S)                                                                           | Lynyrd Skynyrd                                                                | Live at the Ryman – Celebrating 50 Years                                                                                         |
| 2023 (S)                                                                           | Mick Fleetwood                                                                | Mick Fleetwood & Friends |
| 2023 (S)                                                                           | Eric Clapton                                                                  | Across 24 Nights |
| 2023 (S)                                                                           | Peter Gabriel                                                                 | Secret World – Live |
| 2023 (S)                                                                           | Sting                                                                         | My Songs – Live at Château de Chambord                                                                                           |
| 2023 (S)                                                                           | Céline Dion                                                                   | Une seule fois |
| 2023 (S)                                                                           | Herbert Grönemeyer                                                            | Das ist los Tour 2023 |
| 2023 (S)                                                                           | Paul McCartney                                                                | Rockshow (gemeinsam mit Wings)                                                                                                   |
| 2023 (S)                                                                           | George Michael                                                                | Live in London – 25 Live Tour |
| 2023 (S)                                                                           | P!nk                                                                          | Funhouse |
| 2023 (S)                                                                           | Tina Turner                                                                   | Live! |
| 2023 (S)                                                                           | The Rolling Stones                                                            | GRRR Live! |
| 2023 (S)                                                                           | Madonna                                                                       | Rebel Heart Tour |
| 2023 (S)                                                                           | Bryan Adams                                                                   | Waking Up the Neighbours |
| 2023 (S)                                                                           | Backstreet Boys                                                               | In a World Like This – Live in Saitama                                                                                           |
| 2023 (S)                                                                           | Santana                                                                       | Corazón – Live from Mexico |
| 2023 (S)                                                                           | Rita Ora                                                                      | At the Eiffel Tower |
| 22. Juli 2023 - Summer edition                                                     |                                                                               | |
| 2023 (22. Juli)                                                                    | Foo Fighters                                                                  | Live at Wembley Stadium |
| 2023 (22. Juli)                                                                    | verschiedene Künstler                                                         | The Day The Rock Star Died (Doku-Reihe)                                                                                          |
| 2023 (22. Juli)                                                                    | The BossHoss                                                                  | Pop Around @ Bauhaus |
| 2023 (22. Juli)                                                                    | Juli                                                                          | Pop Around @ Bauhaus |
| 2023 (22. Juli)                                                                    | P!nk                                                                          | I’m Not Dead |
| 2023 (22. Juli)                                                                    | verschiedene Künstler                                                         | Isle of Wight Festival 2023 |
| 2023 (22. Juli)                                                                    | Herbert Grönemeyer                                                            | Das ist los Tour 2023 |
| 2023 (22. Juli)                                                                    | Sam Smith                                                                     | Live at the Royal Albert Hall |
| 2023 (22. Juli)                                                                    | Harry Styles                                                                  | Live in Manchester |
| 2023 (22. Juli)                                                                    | Alma                                                                          | Pop Around @ Bauhaus |
| 2023 (22. Juli)                                                                    | Davina Michelle                                                               | Pop Around @ Bauhaus |
| 2023 (22. Juli)                                                                    | Jamiroquai                                                                    | Live in Verona |
| Silvester 2022                                                                     |                                                                               | |
| 2022 (S)                                                                           | Sting                                                                         | A Winter's Night |
| 2022 (S)                                                                           | Rod Stewart                                                                   | It Had to Be You... The Great American Songbook                                                                                  |
| 2022 (S)                                                                           | Carly Simon                                                                   | A Moonlight Serenade |
| 2022 (S)                                                                           | Neil Diamond                                                                  | Thank You Australia |
| 2022 (S)                                                                           | Creedence Clearwater Revival                                                  | Live at The Royal Albert Hall |
| 2022 (S)                                                                           | Supertramp                                                                    | Live in Paris |
| 2022 (S)                                                                           | Fleetwood Mac                                                                 | The Dance |
| 2022 (S)                                                                           | a-ha                                                                          | True North |
| 2022 (S)                                                                           | Peter Gabriel                                                                 | Live in Athens |
| 2022 (S)                                                                           | Bruce Springsteen                                                             | Live in Barcelona |
| 2022 (S)                                                                           | John Mayer                                                                    | Where the Light Is |
| 2022 (S)                                                                           | Johannes Oerding                                                              | Live am Kalkberg |
| 2022 (S)                                                                           | Queen                                                                         | Summer Sonic – Live in Tokyo (gemeinsam mit Adam Lambert)                                                                        |
| 2022 (S)                                                                           | Céline Dion                                                                   | Taking Chances World Tour |
| 2022 (S)                                                                           | Sarah Connor                                                                  | Herz Kraft Werke – Live |
| 2022 (S)                                                                           | Herbert Grönemeyer                                                            | Mensch – Live |
| 2022 (S)                                                                           | The Rolling Stones                                                            | Licked Live in NYC |
| 2022 (S)                                                                           | AC/DC                                                                         | Live at Donington |
| 2022 (S)                                                                           | Jennifer Lopez                                                                | Let's Get Loud |
| 2022 (S)                                                                           | Jamiroquai                                                                    | Live in Verona |
| 2022 (S)                                                                           | Foo Fighters                                                                  | Live at Wembley Stadium |
| 2022 (S)                                                                           | Oasis                                                                         | Live at Barrowlands |
| 2022 (S)                                                                           | Sigrid                                                                        | Pop Around @ Bauhaus |
| 2022 (S)                                                                           | Von Wegen Lisbeth                                                             | Pop Around @ Bauhaus |
| 4. Juni + 17. Juli + 30. Juli 2022 - Summer edition, moderiert von Vivian Perkovic |                                                                               | |
| 2022 (4. Juni)                                                                     | Sarah Connor                                                                  | Herz Kraft Werke |
| 2022 (4. Juni)                                                                     | Rita Ora                                                                      | At The Eiffel Tower |
| 2022 (4. Juni)                                                                     | The Black Eyed Peas                                                           | Live from Sydney to Vegas |
| 2022 (4. Juni)                                                                     | Avicii                                                                        | The Avicii Tribute Concert - In Loving Memory of Tim Bergling                                                                    |
| 2022 (4. Juni)                                                                     | Kings of Leon                                                                 | Live at The O2 |
| 2022 (4. Juni)                                                                     | Casper                                                                        | Alles war schön und nichts tat weh                                                                                               |
| 2022 (4. Juni)                                                                     | verschiedene Künstler                                                         | zdf@bauhaus: Hits of Bauhaus |
| 2022 (4. Juni)                                                                     | Katie Melua                                                                   | From the Rivoli Ballroom |
| 2022 (4. Juni)                                                                     | Birdy                                                                         | Live at Wiltons Music Hall |
| 2022 (17. Juli)                                                                    | Josh Groban                                                                   | Bridges - In concert from Madison Square Garden                                                                                  |
| 2022 (17. Juli)                                                                    | Joni Mitchell                                                                 | Joni 75 - A Birthday Celebration                                                                                                 |
| 2022 (30. Juli)                                                                    | verschiedene Künstler                                                         | Isle of Wight Festival 2022 |
| 2022 (30. Juli)                                                                    | P!nk                                                                          | The Truth About Love |
| 2022 (30. Juli)                                                                    | AC/DC                                                                         | Live at Donington |
| 2022 (30. Juli)                                                                    | Judas Priest                                                                  | Battle Cry - Live from Wacken |
| 2022 (30. Juli)                                                                    | Depeche Mode                                                                  | One Night in Paris |
| 2022 (30. Juli)                                                                    | Madeline Juno                                                                 | Pop Around @ Bauhaus |
| 2022 (30. Juli)                                                                    | The Kooks                                                                     | Pop Around @ Bauhaus |
| 2022 (30. Juli)                                                                    | The Prodigy                                                                   | World’s on Fire |
| Silvester 2021                                                                     |                                                                               | |
| 2021 (S)                                                                           | Laura Marling                                                                 | Live from Union Chapel |
| 2021 (S)                                                                           | Leslie Clio                                                                   | zdf@bauhaus |
| 2021 (S)                                                                           | Joe Bonamassa                                                                 | Now Serving Royal Tea Live from the Ryman                                                                                        |
| 2021 (S)                                                                           | Eric Clapton                                                                  | The Lady in the Balcony |
| 2021 (S)                                                                           | The Rolling Stones                                                            | Voodoo Lounge |
| 2021 (S)                                                                           | Tina Turner                                                                   | Foreign Affair – Live from Barcelona                                                                                             |
| 2021 (S)                                                                           | Joan Armatrading                                                              | Live at Asylum Chapel |
| 2021 (S)                                                                           | Bruce Springsteen                                                             | Live in New York City (gemeinsam mit The E Street Band)                                                                          |
| 2021 (S)                                                                           | Billy Joel                                                                    | Live at Yankee Stadium |
| 2021 (S)                                                                           | Simply Red                                                                    | Live at Old Trafford – Theatre of Dreams                                                                                         |
| 2021 (S)                                                                           | Pet Shop Boys                                                                 | Discovery – Live in Rio |
| 2021 (S)                                                                           | Kylie Minogue                                                                 | Golden Tour Live |
| 2021 (S)                                                                           | Christina Aguilera                                                            | Back to Basics – Live and Down Under                                                                                             |
| 2021 (S)                                                                           | P!nk                                                                          | The Truth About Love |
| 2021 (S)                                                                           | The Rolling Stones                                                            | Havana Moon |
| 2021 (S)                                                                           | Coldplay                                                                      | Live in São Paulo |
| 2021 (S)                                                                           | Depeche Mode                                                                  | One Night in Paris |
| 2021 (S)                                                                           | Lindemann                                                                     | Lindemann - Live in Moscow |
| 2021 (S)                                                                           | verschiedene Künstler                                                         | Isle of Wight Festival 2021 |
| 2021 (S)                                                                           | Dua Lipa                                                                      | Studio 2054 |
| 2021 (S)                                                                           | Álvaro Soler                                                                  | zdf@bauhaus |
| 24. Juli 2021 - Summer edition, moderiert von Vivian Perkovic                      |                                                                               | |
| 2021 (24. Juli)                                                                    | Beth Hart                                                                     | Live at the Royal Albert Hall |
| 2021 (24. Juli)                                                                    | Alice Cooper                                                                  | A Paranormal Evening at the Olympia                                                                                              |
| 2021 (24. Juli)                                                                    | Metallica                                                                     | S&M2 - Together Again Live |
| 2021 (24. Juli)                                                                    | U2                                                                            | eXPERIENCE - Live in Berlin |
| 2021 (24. Juli)                                                                    | Coldplay                                                                      | Live |
| 2021 (24. Juli)                                                                    | Sam Smith                                                                     | Live in London |
| 2021 (24. Juli)                                                                    | Avicii                                                                        | The Avicii Tribute Concert - In Loving Memory of Tim Bergling                                                                    |
| 2021 (24. Juli)                                                                    | Mariah Carey                                                                  | Daydream World Tour |
| 2021 (24. Juli)                                                                    | Shakira                                                                       | In Concert - El Dorado World Tour                                                                                                |
| 2021 (24. Juli)                                                                    | Christina Aguilera                                                            | Stripped Live in the UK |
| 2021 (24. Juli)                                                                    | Jan Delay                                                                     | Earth, Wind & Feiern Live 2021 (gemeinsam mit Disko No. 1)                                                                       |
| 2021 (24. Juli)                                                                    | Dua Lipa                                                                      | Studio 2054 |
| 2021 (24. Juli)                                                                    | Lindemann                                                                     | Lindemann - Live in Moscow |
| 2021 (24. Juli)                                                                    | Ellie Goulding                                                                | Live at the Victoria and Albert Museum                                                                                           |
| 2021 (24. Juli)                                                                    | Little Mix                                                                    | LM 5 - The Tour Film |
| 2021 (24. Juli)                                                                    | Laura Marling                                                                 | Live from Union Chapel |
| 2021 (24. Juli)                                                                    | verschiedene Künstler                                                         | Pop Around - The Video Stars (Doku-Reihe, präsentiert von Vivian Perkovic)                                                       |
| Silvester 2020                                                                     |                                                                               | |
| 2020 (S)                                                                           | Bob Dylan                                                                     | The Other Side of the Mirror |
| 2020 (S)                                                                           | Bob Dylan                                                                     | The 30th Anniversary Concert Celebration                                                                                         |
| 2020 (S)                                                                           | Ringo Starr                                                                   | Ringo Starr & His All-Star Band                                                                                                  |
| 2020 (S)                                                                           | Rod Stewart                                                                   | Live at the Royal Albert Hall |
| 2020 (S)                                                                           | Elvis Presley                                                                 | ’68 Comeback Special |
| 2020 (S)                                                                           | Stevie Nicks                                                                  | 24 Karat Gold Tour |
| 2020 (S)                                                                           | Prince                                                                        | Sign o’ the Times |
| 2020 (S)                                                                           | Prince                                                                        | Rave un2 the Year 2000 |
| 2020 (S)                                                                           | Chaka Khan                                                                    | Homecoming |
| 2020 (S)                                                                           | Eric Clapton                                                                  | Crossroads Guitar Festival 2019                                                                                                  |
| 2020 (S)                                                                           | Metallica                                                                     | S&M2 – Together Again Live |
| 2020 (S)                                                                           | Roger Waters                                                                  | Us + Them |
| 2020 (S)                                                                           | Mariah Carey                                                                  | Daydream World Tour |
| 2020 (S)                                                                           | Avicii                                                                        | The Avicii Tribute Concert – In Loving Memory of Tim Bergling                                                                    |
| 2020 (S)                                                                           | Shakira                                                                       | In Concert - El Dorado World Tour                                                                                                |
| 2020 (S)                                                                           | Christina Aguilera                                                            | Stripped Live in the UK |
| 2020 (S)                                                                           | Prince                                                                        | Let’s Go Crazy – The GRAMMY Salute                                                                                               |
| 2020 (S)                                                                           | Alice Cooper                                                                  | A Paranormal Evening at the Olympia Paris                                                                                        |
| 2020 (S)                                                                           | Muse                                                                          | Simulation Theory |
| 2020 (S)                                                                           | Biffy Clyro                                                                   | Live at the Barrowlands |
| 2020 (S)                                                                           | Milow                                                                         | zdf@bauhaus |
| 2020 (S)                                                                           | Annett Louisan                                                                | zdf@bauhaus |
| 29. März 2020                                                                      |                                                                               | |
| 2020 (29. März)                                                                    | Josh Groban                                                                   | Bridges – In concert from Madison Square Garden                                                                                  |
| 2020 (29. März)                                                                    | Joni Mitchell                                                                 | Joni 75: A Birthday Celebration                                                                                                  |
| 2020 (29. März)                                                                    | Paul Simon                                                                    | Concert in the Park |
| 2020 (29. März)                                                                    | John Fogerty                                                                  | My 50 Year Trip – Live at Red Rocks                                                                                              |
| 2020 (29. März)                                                                    | The Who                                                                       | Live at Kilburn |
| 2020 (29. März)                                                                    | The Doobie Brothers                                                           | Live from the Beacon Theatre |
| 2020 (29. März)                                                                    | Beth Hart                                                                     | Live at the Royal Albert Hall |
| 2020 (29. März)                                                                    | Sheryl Crow                                                                   | Live at the Capitol Theatre |
| 2020 (29. März)                                                                    | Dixie Chicks                                                                  | DCX MMVI World Tour |
| 2020 (29. März)                                                                    | Sting                                                                         | Live at the Olympia Paris |
| 2020 (29. März)                                                                    | U2                                                                            | eXPERIENCE Live – Berlin |
| 2020 (29. März)                                                                    | Coldplay                                                                      | Live |
| 2020 (29. März)                                                                    | The Bee Gees                                                                  | One for All |
| 2020 (29. März)                                                                    | Elvis Presley                                                                 | All-Star Tribute |
| 2020 (29. März)                                                                    | The Rolling Stones                                                            | Havana Moon |
| 2020 (29. März)                                                                    | Metallica                                                                     | Français pour une nuit |
| 2020 (29. März)                                                                    | Ariana Grande                                                                 | Live in London |
| 2020 (29. März)                                                                    | Marteria                                                                      | Live im Ostseestadion |
| 2020 (29. März)                                                                    | Muse                                                                          | Drones World Tour |
| Silvester 2019                                                                     |                                                                               | |
| 2019 (S)                                                                           | Josh Groban                                                                   | Bridges – In concert from Madison Square Garden                                                                                  |
| 2019 (S)                                                                           | Joni Mitchell                                                                 | Joni 75: A Birthday Celebration                                                                                                  |
| 2019 (S)                                                                           | John Fogerty                                                                  | My 50 Year Trip – Live at Red Rocks                                                                                              |
| 2019 (S)                                                                           | Toto                                                                          | 40 Tours Around the Sun |
| 2019 (S)                                                                           | The Who                                                                       | Live at Kilburn |
| 2019 (S)                                                                           | Beth Hart                                                                     | Live at the Royal Albert Hall |
| 2019 (S)                                                                           | The Doobie Brothers                                                           | Live from The Beacon Theatre |
| 2019 (S)                                                                           | The Cure                                                                      | 40th Anniversary – Live in Hyde Park                                                                                             |
| 2019 (S)                                                                           | Metallica                                                                     | S&M |
| 2019 (S)                                                                           | Pink Floyd                                                                    | Live in Venice |
| 2019 (S)                                                                           | Paul Simon                                                                    | Concert in the Park |
| 2019 (S)                                                                           | The Rolling Stones                                                            | Bridges to Bremen |
| 2019 (S)                                                                           | Dixie Chicks                                                                  | DCX MMVI World Tour |
| 2019 (S)                                                                           | Elvis Presley                                                                 | Aloha from Hawaii |
| 2019 (S)                                                                           | Elvis Presley                                                                 | All-Star Tribute |
| 2019 (S)                                                                           | Sting                                                                         | Live at the Olympia Paris |
| 2019 (S)                                                                           | Ariana Grande                                                                 | Live in London |
| 2019 (S)                                                                           | Coldplay                                                                      | Live |
| 2019 (S)                                                                           | Marteria                                                                      | Live im Ostseestadion |
| 2019 (S)                                                                           | U2                                                                            | eXPERIENCE Live – Berlin |
| 2019 (S)                                                                           | Muse                                                                          | Drones World Tour |
| 2019 (S)                                                                           | INXS                                                                          | Live Baby Live |
| 2019 (S)                                                                           | Little Steven and the Disciples of Soul                                       | Soulfire Live |
| 2019 (S)                                                                           | Blackberry Smoke                                                              | Homecoming |
| 1. Mai 2019                                                                        |                                                                               | |
| 2019 (M)                                                                           | Culture Club                                                                  | Live at Wembley |
| 2019 (M)                                                                           | Pet Shop Boys                                                                 | Inner Sanctum |
| 2019 (M)                                                                           | Take That                                                                     | Wonderland |
| 2019 (M)                                                                           | Evanescence                                                                   | Synthesis Live |
| 2019 (M)                                                                           | Phil Collins                                                                  | Live in Paris |
| 2019 (M)                                                                           | Simply Red                                                                    | Symphonica in Rosso |
| 2019 (M)                                                                           | Dixie Chicks                                                                  | DCX MMVI World Tour |
| 2019 (M)                                                                           | Bruce Springsteen                                                             | Thrill Hill Vault – The River Tour                                                                                               |
| 2019 (M)                                                                           | Tina Turner                                                                   | Live in Rio ’88 |
| 2019 (M)                                                                           | Queen                                                                         | Rock Montreal |
| 2019 (M)                                                                           | Sheryl Crow                                                                   | Live at the Capitol Theatre |
| 2019 (M)                                                                           | Udo Lindenberg                                                                | Live – Stärker als die Zeit |
| 2019 (M)                                                                           | Bryan Adams                                                                   | Unplugged – Live at the Sydney Opera House                                                                                       |
| 2019 (M)                                                                           | Coldplay                                                                      | Live in São Paulo |
| 2019 (M)                                                                           | Adele                                                                         | Live in New York City |
| 2019 (M)                                                                           | Herbert Grönemeyer                                                            | Tumult – Live |
| 2019 (M)                                                                           | The Bee Gees                                                                  | One For All |
| 2019 (M)                                                                           | Rammstein                                                                     | Paris |
| 2019 (M)                                                                           | Metallica                                                                     | Français pour une nuit |
| 2019 (M)                                                                           | Jennifer Rostock                                                              | Bleibt |
| 2019 (M)                                                                           | Samy Deluxe                                                                   | x MTV Unplugged |
| 2019 (M)                                                                           | Cro                                                                           | MTV Unplugged: Cro |
| Silvester 2018                                                                     |                                                                               | |
| 2018 (S)                                                                           | Lions Head                                                                    | zdf@bauhaus |
| 2018 (S)                                                                           | Norah Jones                                                                   | Live at Ronnie Scott’s |
| 2018 (S)                                                                           | Foreigner                                                                     | Live – 40th Anniversary |
| 2018 (S)                                                                           | Marillion                                                                     | All One Tonight |
| 2018 (S)                                                                           | Yes                                                                           | Live at the Apollo |
| 2018 (S)                                                                           | Steven Wilson                                                                 | Home Invasion |
| 2018 (S)                                                                           | Evanescence                                                                   | Synthesis Live |
| 2018 (S)                                                                           | U2                                                                            | Live in London |
| 2018 (S)                                                                           | Sam Smith                                                                     | Live in London |
| 2018 (S)                                                                           | Jennifer Rostock                                                              | Bleibt |
| 2018 (S)                                                                           | Samy Deluxe                                                                   | x MTV Unplugged |
| 2018 (S)                                                                           | Herbert Grönemeyer                                                            | Tumult – Live |
| 2018 (S)                                                                           | Sheryl Crow                                                                   | Live at the Capitol Theatre |
| 2018 (S)                                                                           | The Rolling Stones                                                            | No Security Tour – Live |
| 2018 (S)                                                                           | Bryan Adams                                                                   | Unplugged – Live at Sydney Opera House                                                                                           |
| 2018 (S)                                                                           | Elton John                                                                    | Elton John & Friends: I’m Still Standing – A Grammar Salute                                                                      |
| 2018 (S)                                                                           | Coldplay                                                                      | Live in São Paulo |
| 2018 (S)                                                                           | Rammstein                                                                     | Paris |
| 2018 (S)                                                                           | Pet Shop Boys                                                                 | Inner Sanctum |
| 2018 (S)                                                                           | Take That                                                                     | Wonderland |
| 2018 (S)                                                                           | Simply Red                                                                    | Symphonica in Rosso |
| 2018 (S)                                                                           | Culture Club                                                                  | Live at Wembley |
| 2018 (S)                                                                           | Yello                                                                         | Live in Berlin |
| 2018 (S)                                                                           | Guns n’ Roses                                                                 | Appetite for Democracy – Live at the Hard Rock Casino                                                                            |
| 1. Mai 2018                                                                        |                                                                               | |
| 2018 (M)                                                                           | David Gilmour                                                                 | Live at Pompeii |
| 2018 (M)                                                                           | Annie Lennox                                                                  | Nostalgia |
| 2018 (M)                                                                           | Joan Baez                                                                     | Live in New York – 75th Birthday Celebration                                                                                     |
| 2018 (M)                                                                           | Carole King                                                                   | Tapestry: Live in Hyde Park |
| 2018 (M)                                                                           | Tina Turner                                                                   | One Last Time |
| 2018 (M)                                                                           | Queen                                                                         | Rock Montreal |
| 2018 (M)                                                                           | The Bee Gees                                                                  | One for All |
| 2018 (M)                                                                           | Jeff Lynne's ELO                                                              | Wembley or Bust |
| 2018 (M)                                                                           | Udo Lindenberg                                                                | Live – Stärker als die Zeit |
| 2018 (M)                                                                           | Peter Maffay                                                                  | MTV Unplugged |
| 2018 (M)                                                                           | Rea Garvey                                                                    | zdf@bauhaus – Die 100ste |
| 2018 (M)                                                                           | The Rolling Stones                                                            | Havanna Moon |
| 2018 (M)                                                                           | Dixie Chicks                                                                  | DCX MMVI World Tour |
| 2018 (M)                                                                           | Shania Twain                                                                  | Still the One |
| 2018 (M)                                                                           | Adele                                                                         | Live in New York City |
| 2018 (M)                                                                           | Kylie Minogue                                                                 | Kiss Me Once |
| 2018 (M)                                                                           | Miley Cyrus                                                                   | Bangerz Tour |
| 2018 (M)                                                                           | Rammstein                                                                     | Live from Madison Square Garden                                                                                                  |
| 2018 (M)                                                                           | U2                                                                            | iNNOCENCE + eXPERIENCE – Live in Paris                                                                                           |
| 2018 (M)                                                                           | Aerosmith                                                                     | Rocks Donington |
| 2018 (M)                                                                           | Kiss                                                                          | Rocks Vegas |
| 2018 (M)                                                                           | Metallica                                                                     | Français pour une nuit |
| 2018 (M)                                                                           | Mötley Crüe                                                                   | The End – The Final Tour |
| Silvester 2017                                                                     |                                                                               | |
| 2017 (S)                                                                           | Carole King                                                                   | Tapestry: Live in Hyde Park |
| 2017 (S)                                                                           | Paul Simon                                                                    | The Concert in Hyde Park |
| 2017 (S)                                                                           | Michael McDonald                                                              | Live on Soundstage |
| 2017 (S)                                                                           | Kenny Loggins                                                                 | Kenny Loggins and Friends: Live on Soundstage                                                                                    |
| 2017 (S)                                                                           | Dixie Chicks                                                                  | DCX MMXVI World Tour |
| 2017 (S)                                                                           | Jeff Beck                                                                     | Jeff Beck and Friends: Live at the Hollywood Bowl                                                                                |
| 2017 (S)                                                                           | David Gilmour                                                                 | Live at Pompeii |
| 2017 (S)                                                                           | Simple Minds                                                                  | Acoustic in Concert |
| 2017 (S)                                                                           | Eagles                                                                        | Hell Freezes Over |
| 2017 (S)                                                                           | a-ha                                                                          | MTV Unplugged – Summer Soltice                                                                                                   |
| 2017 (S)                                                                           | Cro                                                                           | MTV Unplugged: Cro |
| 2017 (S)                                                                           | Westernhagen                                                                  | Westernhagen: MTV Unplugged |
| 2017 (S)                                                                           | Peter Maffay                                                                  | MTV Unplugged |
| 2017 (S)                                                                           | The Rolling Stones                                                            | Sticky Fingers |
| 2017 (S)                                                                           | Udo Lindenberg                                                                | Live – Stärker als die Zeit |
| 2017 (S)                                                                           | Metallica                                                                     | Français pour une nuit |
| 2017 (S)                                                                           | Rammstein                                                                     | Live from Madison Square Garden                                                                                                  |
| 2017 (S)                                                                           | The Bee Gees                                                                  | One for All |
| 2017 (S)                                                                           | Jeff Lynne’s ELO                                                              | Wembley or Bust |
| 2017 (S)                                                                           | Eagles                                                                        | Farewell I Tour – Live from Melbourne                                                                                            |
| 2017 (S)                                                                           | John Mellencamp                                                               | Plain Spoken – Live in Chicago                                                                                                   |
| 2017 (S)                                                                           | Tom Petty                                                                     | In Memoriam Tom Petty – Live from Gatorville                                                                                     |
| 1. Mai 2017                                                                        |                                                                               | |
| 2017 (M)                                                                           | B.B. King                                                                     | In Memoriam B.B. King: Live at Montreux 1993                                                                                     |
| 2017 (M)                                                                           | Eric Clapton                                                                  | Live in San Diego |
| 2017 (M)                                                                           | George Fest                                                                   | A Night to Celebrate the Music of George Harrison                                                                                |
| 2017 (M)                                                                           | Dire Straits                                                                  | Alchemy Live |
| 2017 (M)                                                                           | Aerosmith                                                                     | Rocks Donington |
| 2017 (M)                                                                           | Kiss                                                                          | Rocks Vegas |
| 2017 (M)                                                                           | Ed Sheeran                                                                    | Live at Wembley Stadium |
| 2017 (M)                                                                           | The Alan Parsons Project                                                      | Live in Colombia |
| 2017 (M)                                                                           | Coldplay                                                                      | Ghost Stories |
| 2017 (M)                                                                           | Jeff Lynne                                                                    | ELO: Hyde Park 2014 |
| 2017 (M)                                                                           | Phil Collins                                                                  | Live in Paris |
| 2017 (M)                                                                           | Peter Maffay                                                                  | Peter Maffay & Band: Niemals war es besser                                                                                       |
| 2017 (M)                                                                           | Niedeckens BAP                                                                | Live im Heimathafen |
| 2017 (M)                                                                           | Bruce Springsteen                                                             | Thrill Hill Vault – The River Tour                                                                                               |
| 2017 (M)                                                                           | Bruce Springsteen & Friends                                                   | A MusiCares Tribute |
| 2017 (M)                                                                           | Queen                                                                         | Rock Montreal |
| 2017 (M)                                                                           | The Rolling Stones                                                            | Havanna Moon |
| 2017 (M)                                                                           | U2                                                                            | iNNOCENCE + eXPERIENCE – Live in Paris                                                                                           |
| 2017 (M)                                                                           | Depeche Mode                                                                  | Live in Berlin |
| 2017 (M)                                                                           | Mötley Crüe                                                                   | The End – The Final Tour |
| 2017 (M)                                                                           | Def Leppard                                                                   | And there will be a next time |
| Silvester 2016                                                                     |                                                                               | |
| 2016 (S)                                                                           | Mika                                                                          | Sinfonia Pop |
| 2016 (S)                                                                           | Joan Baez                                                                     | Live in New York – 75 Birthday Celebration                                                                                       |
| 2016 (S)                                                                           | Joe Bonamassa                                                                 | Live at the Greek Theatre |
| 2016 (S)                                                                           | George Fest                                                                   | A Night to Celebrate the Music of George Harrison                                                                                |
| 2016 (S)                                                                           | Bruce Springsteen                                                             | Thrill Hill Vault – The River Tour                                                                                               |
| 2016 (S)                                                                           | Niedeckens BAP                                                                | Live im Heimathafen |
| 2016 (S)                                                                           | Scorpions                                                                     | MTV Unplugged – in Athens |
| 2016 (S)                                                                           | Unheilig                                                                      | MTV Unplugged: Unter Dampf – Ohne Strom                                                                                          |
| 2016 (S)                                                                           | The Alan Parsons Project                                                      | Live in Colombia |
| 2016 (S)                                                                           | Ed Sheeran                                                                    | Live at Wembley Stadium |
| 2016 (S)                                                                           | Mumford & Sons                                                                | Dust and Thunder |
| 2016 (S)                                                                           | Tina Turner                                                                   | Rio ’88 |
| 2016 (S)                                                                           | Kiss                                                                          | Rocks Vegas |
| 2016 (S)                                                                           | Eric Clapton                                                                  | Live in San Diego |
| 2016 (S)                                                                           | Phil Collins                                                                  | Live in Paris |
| 2016 (S)                                                                           | The Rolling Stones                                                            | Havanna Moon |
| 2016 (S)                                                                           | Queen                                                                         | Rock Montreal |
| 2016 (S)                                                                           | Adele                                                                         | Live in New York City |
| 2016 (S)                                                                           | U2                                                                            | iNNOCENCE + eXPERIENCE – Live in Paris                                                                                           |
| 2016 (S)                                                                           | Mötley Crüe                                                                   | The End – The Final Tour |
| 2016 (S)                                                                           | Def Leppard                                                                   | And there will be a next time |
| 2016 (S)                                                                           | Journey                                                                       | Live in Manila |
| 2016 (S)                                                                           | Foreigner                                                                     | Live from New York |
| 2016 (S)                                                                           | Eagles of Death Metal                                                         | Metal Live in Paris |
| 1. Mai 2016                                                                        |                                                                               | |
| 2016 (M)                                                                           | Bruce Springsteen & Friends                                                   | A MusiCares Tribute |
| 2016 (M)                                                                           | Ringo Starr & Friends                                                         | At The Ryman |
| 2016 (M)                                                                           | Deep Purple & Friends                                                         | Celebrating Jon Lord |
| 2016 (M)                                                                           | Bryan Adams                                                                   | Live in Toronto |
| 2016 (M)                                                                           | Eric Clapton                                                                  | Slowhand at 70 |
| 2016 (M)                                                                           | Dire Straits                                                                  | Alchemy Live |
| 2016 (M)                                                                           | Queen                                                                         | A Night at the Odeon |
| 2016 (M)                                                                           | Lenny Kravitz                                                                 | Just Let Go – Live |
| 2016 (M)                                                                           | Die Fantastischen Vier                                                        | Rekord |
| 2016 (M)                                                                           | Revolverheld                                                                  | MTV Unplugged |
| 2016 (M)                                                                           | Ed Sheeran                                                                    | Live in Dublin |
| 2016 (M)                                                                           | Andreas Bourani                                                               | Hey – Live |
| 2016 (M)                                                                           | Coldplay                                                                      | Ghost Stories |
| 2016 (M)                                                                           | Joe Cocker                                                                    | Fire It Up – Live |
| 2016 (M)                                                                           | Peter Maffay                                                                  | Peter Maffay & Band: Niemals war es besser                                                                                       |
| 2016 (M)                                                                           | Tina Turner                                                                   | One Last Time |
| 2016 (M)                                                                           | Aerosmith                                                                     | Rocks Donington |
| 2016 (M)                                                                           | P!nk                                                                          | The Truth About Love |
| 2016 (M)                                                                           | Katy Perry                                                                    | The Prismatic World Tour |
| 2016 (M)                                                                           | Miley Cyrus                                                                   | Bangerz Tour |
| 2016 (M)                                                                           | Jessie J                                                                      | Alive at the O2 |
| 2016 (M)                                                                           | Kylie Minogue                                                                 | Kiss Me Once |
| 2016 (M)                                                                           | Shania Twain                                                                  | Still the One |
| 2016 (M)                                                                           | Céline Dion                                                                   | Une seule fois |
| 2016 (M)                                                                           | Annie Lennox                                                                  | Nostalgia |
| Silvester 2015                                                                     |                                                                               | |
| 2015 (S)                                                                           | Joe Bonamassa                                                                 | A Tribute to Muddy Waters & Howlin’ Wolf                                                                                         |
| 2015 (S)                                                                           | B.B. King                                                                     | In Memoriam B.B. King: Live at Montreux 1993                                                                                     |
| 2015 (S)                                                                           | Annie Lennox                                                                  | Nostalgia |
| 2015 (S)                                                                           | Frank Sinatra                                                                 | 100 Jahre Frank Sinatra: The Main Event                                                                                          |
| 2015 (S)                                                                           | Queen                                                                         | A Night of the Odeon |
| 2015 (S)                                                                           | Tina Turner                                                                   | Nice ’n’ Rough |
| 2015 (S)                                                                           | The Rolling Stones                                                            | From The Vault – Marquee 1971 |
| 2015 (S)                                                                           | Dire Straits                                                                  | Alchemy Live |
| 2015 (S)                                                                           | Deep Purple                                                                   | Deep Purple & Friends: Celebrating Jon Lord                                                                                      |
| 2015 (S)                                                                           | Ringo Starr                                                                   | Ringo Starr & Friends: At the Rhyman                                                                                             |
| 2015 (S)                                                                           | Shania Twain                                                                  | Still the One |
| 2015 (S)                                                                           | Lynyrd Skynyrd                                                                | Pronounced Leh-nerd Skin-nerd Live                                                                                               |
| 2015 (S)                                                                           | Bruce Springsteen & Friends                                                   | A MusiCares Tribute |
| 2015 (S)                                                                           | Peter Maffay & Band                                                           | Niemals war es besser |
| 2015 (S)                                                                           | Eric Clapton                                                                  | Slowhand at 70 |
| 2015 (S)                                                                           | Jeff Lynne                                                                    | ELO: Hyde Park 2014 |
| 2015 (S)                                                                           | Tina Turner                                                                   | One Last Time |
| 2015 (S)                                                                           | Aerosmith                                                                     | Rocks Donington |
| 2015 (S)                                                                           | Katy Perry                                                                    | The Prismatic World Tour |
| 2015 (S)                                                                           | Kylie Minogue                                                                 | Kiss Me Once |
| 2015 (S)                                                                           | Miley Cyrus                                                                   | Bangerz Tour |
| 2015 (S)                                                                           | One Direction                                                                 | Where We Are |
| 2015 (S)                                                                           | Die Fantastischen Vier                                                        | Rekord |
| 2015 (S)                                                                           | Revolverheld                                                                  | MTV Unplugged |
| 2015 (S)                                                                           | Andreas Bourani                                                               | Hey – Live |
| 2015 (S)                                                                           | Lenny Kravitz                                                                 | Just Let Go – Live |
| 2015 (S)                                                                           | The Who                                                                       | Live at Hyde Park 2015 |
| 2015 (S)                                                                           | Status Quo                                                                    | The Frantic Four Final Fling |
| 1. Mai 2015                                                                        |                                                                               | |
| 2015 (M)                                                                           | Peter Gabriel                                                                 | Back to Front |
| 2015 (M)                                                                           | Sting                                                                         | When The Last Ship Sails |
| 2015 (M)                                                                           | Zucchero                                                                      | La Sesión Cubana |
| 2015 (M)                                                                           | Dire Straits                                                                  | On the Night |
| 2015 (M)                                                                           | Genesis                                                                       | Three Sides Live |
| 2015 (M)                                                                           | Phil Collins                                                                  | No Ticket Required |
| 2015 (M)                                                                           | Queen                                                                         | Live at the Rainbow |
| 2015 (M)                                                                           | The Rolling Stones                                                            | From The Vault – Live in 1981 |
| 2015 (M)                                                                           | Deep Purple                                                                   | Perfect Strangers |
| 2015 (M)                                                                           | ZZ Top                                                                        | Live at Montreux |
| 2015 (M)                                                                           | Bryan Adams                                                                   | Live in Toronto |
| 2015 (M)                                                                           | Hall & Oates                                                                  | Live in Dublin |
| 2015 (M)                                                                           | Roxette                                                                       | Travelling the World – Roxette Live                                                                                              |
| 2015 (M)                                                                           | Shakira                                                                       | Live from Paris |
| 2015 (M)                                                                           | Kylie Minogue                                                                 | Aphrodite – Les Folies |
| 2015 (M)                                                                           | Céline Dion                                                                   | Une seule fois |
| 2015 (M)                                                                           | P!nk                                                                          | The Truth About Love |
| 2015 (M)                                                                           | Depeche Mode                                                                  | Live in Berlin |
| 2015 (M)                                                                           | Coldplay                                                                      | Ghost Stories |
| 2015 (M)                                                                           | Madonna                                                                       | The MDNA Tour |
| 2015 (M)                                                                           | Jessie J                                                                      | Alive at the O2 |
| 2015 (M)                                                                           | Emeli Sandé                                                                   | Live at the Royal Albert Hall |
| 2015 (M)                                                                           | Max Herre                                                                     | MTV Unplugged – Kahedi Radio Show                                                                                                |
| 2015 (M)                                                                           | Ed Sheeran                                                                    | Live in Dublin |
| 2015 (M)                                                                           | Moby                                                                          | Almost Home – Live at the Fonda                                                                                                  |
| Silvester 2014                                                                     |                                                                               | |
| 2014 (S)                                                                           | The Dukes of September                                                        | Live at Lincoln Center |
| 2014 (S)                                                                           | Beth Hart & Joe Bonamassa                                                     | Live in Amsterdam |
| 2014 (S)                                                                           | Jeff Beck                                                                     | Live in Tokyo |
| 2014 (S)                                                                           | Queen                                                                         | Live at the Rainbow |
| 2014 (S)                                                                           | Deep Purple                                                                   | Perfect Strangers |
| 2014 (S)                                                                           | The Rolling Stones                                                            | From the Vault – Live in 1981 |
| 2014 (S)                                                                           | Genesis                                                                       | Three Sides Live |
| 2014 (S)                                                                           | Phil Collins                                                                  | No Ticket Required |
| 2014 (S)                                                                           | Billy Joel                                                                    | A Matter of Trust – The Bridge to Russia                                                                                         |
| 2014 (S)                                                                           | Dire Straits                                                                  | On the Night |
| 2014 (S)                                                                           | Ed Sheeran                                                                    | Live in Dublin |
| 2014 (S)                                                                           | Max Herre                                                                     | MTV Unplugged – Kahedi Radio Show                                                                                                |
| 2014 (S)                                                                           | Sting                                                                         | When the Last Ship Sails |
| 2014 (S)                                                                           | Peter Gabriel                                                                 | Back to Front: Live in London |
| 2014 (S)                                                                           | Coldplay                                                                      | Ghost Stories |
| 2014 (S)                                                                           | Céline Dion                                                                   | Une seule fois |
| 2014 (S)                                                                           | Elton John                                                                    | The Million Dollar Piano |
| 2014 (S)                                                                           | Jessie J                                                                      | Alive at the O2 |
| 2014 (S)                                                                           | Muse                                                                          | Live at Rome |
| 2014 (S)                                                                           | Depeche Mode                                                                  | Live in Berlin |
| 2014 (S)                                                                           | Bryan Adams                                                                   | Live in Toronto |
| 2014 (S)                                                                           | ZZ Top                                                                        | Live at Montreux |
| 2014 (S)                                                                           | Roxette                                                                       | Travelling the World – Roxette Live                                                                                              |
| 2014 (S)                                                                           | Simple Minds                                                                  | Celebrate |
| 2014 (S)                                                                           | Zucchero                                                                      | La Sesión Cubana |
| 2014 (S)                                                                           | Hall & Oates                                                                  | Live in Dublin |
| 2014 (S)                                                                           | Moby                                                                          | Almost Home – Live at the Fonda                                                                                                  |
| 1. Mai 2014                                                                        |                                                                               | |
| 2014 (M)                                                                           | Peter Gabriel, Sting & Bruce Springsteen                                      | Human Rights Now! |
| 2014 (M)                                                                           | Pink Floyd                                                                    | A Delicate Sound of Thunder |
| 2014 (M)                                                                           | Joe Bonamassa                                                                 | An Acoustic Evening |
| 2014 (M)                                                                           | Peter Frampton                                                                | Comes Alive: 35 Tour |
| 2014 (M)                                                                           | The Doobie Brothers                                                           | Live at the Greek Theatre |
| 2014 (M)                                                                           | The Eagles                                                                    | Live at the Capital Centre |
| 2014 (M)                                                                           | Paul McCartney & Wings                                                        | Rockshow |
| 2014 (M)                                                                           | Eric Clapton                                                                  | Crossroads Guitar Festival 2013                                                                                                  |
| 2014 (M)                                                                           | Udo Lindenberg & Das Panikorchester                                           | Ich mach mein Ding |
| 2014 (M)                                                                           | Bryan Adams                                                                   | Live at Slane Castle |
| 2014 (M)                                                                           | Joe Cocker                                                                    | Fire It Up – Live |
| 2014 (M)                                                                           | The Rolling Stones                                                            | Sweet Summer Sun |
| 2014 (M)                                                                           | Supertramp                                                                    | Live in Paris |
| 2014 (M)                                                                           | Queen                                                                         | Hungarian Rhapsody – Live in Budapest                                                                                            |
| 2014 (M)                                                                           | Robbie Williams                                                               | Take the Crown |
| 2014 (M)                                                                           | P!nk                                                                          | The Truth About Love |
| 2014 (M)                                                                           | Madonna                                                                       | The MDNA Tour |
| 2014 (M)                                                                           | Shakira                                                                       | Live from Paris |
| 2014 (M)                                                                           | Alice Cooper und Rammstein                                                    | Wacken Open Air 2013 |
| 2014 (M)                                                                           | Muse                                                                          | Live in Japan |
| 2014 (M)                                                                           | Plan B                                                                        | The Grindhouse Tour |
| 2014 (M)                                                                           | Hugh Laurie                                                                   | Live on the Queen Mary |
| Silvester 2013                                                                     |                                                                               | |
| 2013 (S)                                                                           | Peter Gabriel, Sting & Bruce Springsteen                                      | Human Rights Now! |
| 2013 (S)                                                                           | Pink Floyd                                                                    | A Delicate Sound of Thunder |
| 2013 (S)                                                                           | Joe Bonamassa                                                                 | An Acoustic Evening |
| 2013 (S)                                                                           | Peter Frampton                                                                | Comes Alive: 35 Tour |
| 2013 (S)                                                                           | Michael McDonald                                                              | This Christmas |
| 2013 (S)                                                                           | Pur                                                                           | Schein & Sein – Das 1000.Konzert                                                                                                 |
| 2013 (S)                                                                           | Philipp Poisel                                                                | Projekt Seerosenteich |
| 2013 (S)                                                                           | Marius Müller-Westernhagen                                                    | Live in Basel |
| 2013 (S)                                                                           | Udo Lindenberg & Das Panikorchester                                           | Ich mach mein Ding |
| 2013 (S)                                                                           | The Beach Boys                                                                | 50 – Live in Concert |
| 2013 (S)                                                                           | Eric Clapton                                                                  | Crossroads Guitar Festival 2013                                                                                                  |
| 2013 (S)                                                                           | The Eagles                                                                    | Live at the Capital Centre |
| 2013 (S)                                                                           | Supertramp                                                                    | Live in Paris |
| 2013 (S)                                                                           | Paul McCartney & Wings                                                        | Rockshow |
| 2013 (S)                                                                           | The Rolling Stones                                                            | Sweet Summer Sun |
| 2013 (S)                                                                           | Joe Cocker                                                                    | Fire It Up – Live |
| 2013 (S)                                                                           | Elton John                                                                    | In Concert |
| 2013 (S)                                                                           | P!nk                                                                          | The Truth About Love |
| 2013 (S)                                                                           | Madonna                                                                       | The MDNA Tour |
| 2013 (S)                                                                           | Emeli Sandé                                                                   | Live at the Royal Albert Hall |
| 2013 (S)                                                                           | Muse                                                                          | Live in Japan |
| 2013 (S)                                                                           | Alice Cooper und Rammstein                                                    | Wacken Open Air 2013 |
| 2013 (S)                                                                           | Woodkid                                                                       | Melt! Festival 2013 |
| 2013 (S)                                                                           | Plan B                                                                        | The Grindhouse Tour |
| 2013 (S)                                                                           | Hugh Laurie                                                                   | Live on the Queen Mary |
| 1. Mai 2013                                                                        |                                                                               | |
| 2013 (M)                                                                           | Gary Moore                                                                    | Blues for Jimi |
| 2013 (M)                                                                           | The Doobie Brothers                                                           | Live at the Greek Theatre |
| 2013 (M)                                                                           | Alan Parsons                                                                  | Eye 2 Eye – Live in Madrid |
| 2013 (M)                                                                           | Elton John                                                                    | Live at Ibiza 123 feat. Pnau |
| 2013 (M)                                                                           | Phil Collins                                                                  | Live at Montreux |
| 2013 (M)                                                                           | Paul McCartney                                                                | Kisses on the Bottom |
| 2013 (M)                                                                           | Sade                                                                          | Bring Me Home |
| 2013 (M)                                                                           | Simon & Garfunkel                                                             | Old Friends |
| 2013 (M)                                                                           | Queen                                                                         | Hungarian Rhapsody – Live in Budapest                                                                                            |
| 2013 (M)                                                                           | verschiedene Künstler                                                         | The Freddie Mercury Tribute Concert                                                                                              |
| 2013 (M)                                                                           | Udo Lindenberg                                                                | MTV Unplugged – Live aus dem Hotel Atlantic                                                                                      |
| 2013 (M)                                                                           | Die Fantastischen Vier                                                        | MTV Unplugged II |
| 2013 (M)                                                                           | Take That                                                                     | Progress Live |
| 2013 (M)                                                                           | Robbie Williams                                                               | Take the Crown |
| 2013 (M)                                                                           | Herbert Grönemeyer                                                            | Schiffsverkehr |
| 2013 (M)                                                                           | Paul McCartney                                                                | Good Evening New York City |
| 2013 (M)                                                                           | Billy Joel                                                                    | Live at Shea Stadium |
| 2013 (M)                                                                           | Coldplay                                                                      | Live at Glastonbury |
| 2013 (M)                                                                           | Shakira                                                                       | Live from Paris |
| 2013 (M)                                                                           | Kylie Minogue                                                                 | Aphrodite – Les Folies |
| 2013 (M)                                                                           | a-ha                                                                          | Ending on a High Note – The Final Concert                                                                                        |
| 2013 (M)                                                                           | Duran Duran                                                                   | A Diamond in the Mind |
| 2013 (M)                                                                           | Westlife                                                                      | The Farewell Tour 2012 |
| Silvester 2012                                                                     |                                                                               | |
| 2012 (S)                                                                           | Joe Bonamassa                                                                 | Live from London and New York |
| 2012 (S)                                                                           | Gary Moore                                                                    | Blues for Jimi |
| 2012 (S)                                                                           | Muddy Waters & The Rolling Stones                                             | Live at the Checkerboard Lounge                                                                                                  |
| 2012 (S)                                                                           | The Doors                                                                     | Live at the Bowl ’68 |
| 2012 (S)                                                                           | The Doobie Brothers                                                           | Live at the Greek Theatre |
| 2012 (S)                                                                           | Alan Parsons                                                                  | Eye 2 Eye – Live in Madrid |
| 2012 (S)                                                                           | Elton John                                                                    | Live at Ibiza 123 feat. Pnau |
| 2012 (S)                                                                           | Paul McCartney                                                                | Kisses on the Bottom |
| 2012 (S)                                                                           | Duran Duran                                                                   | A Diamond in the Mind |
| 2012 (S)                                                                           | Sade                                                                          | Bring Me Home |
| 2012 (S)                                                                           | Phil Collins                                                                  | Live at Montreux |
| 2012 (S)                                                                           | Simon & Garfunkel                                                             | Old Friends |
| 2012 (S)                                                                           | Queen                                                                         | Hungarian Rhapsody – Live in Budapest                                                                                            |
| 2012 (S)                                                                           | Udo Lindenberg                                                                | MTV Unplugged – Live aus dem Hotel Atlantic                                                                                      |
| 2012 (S)                                                                           | a-ha                                                                          | Ending on a High Note – The Final Concert                                                                                        |
| 2012 (S)                                                                           | Shakira                                                                       | Live from Paris |
| 2012 (S)                                                                           | Coldplay                                                                      | Live at Glastonbury |
| 2012 (S)                                                                           | Kylie Minogue                                                                 | Aphrodite – Les Folies |
| 2012 (S)                                                                           | Robbie Williams                                                               | Take the Crown |
| 2012 (S)                                                                           | Westlife                                                                      | The Farewell Tour 2012 |
| 2012 (S)                                                                           | Die Fantastischen Vier                                                        | MTV Unpluggesd II |
| 2012 (S)                                                                           | Silbermond                                                                    | Nichts passiert – Live in Münster                                                                                                |
| 2012 (S)                                                                           | Tokio Hotel                                                                   | Humanoid City |
| 2012 (S)                                                                           | Kasabian                                                                      | Live at the O2 |
| 2012 (S)                                                                           | Iron Maiden                                                                   | En Vivo |
| 1. Mai 2012                                                                        |                                                                               | |
| 2012 (M)                                                                           | David Byrne                                                                   | Ride, Rise, Roar |
| 2012 (M)                                                                           | Jamie Cullum                                                                  | BBC Proms |
| 2012 (M)                                                                           | Santana                                                                       | Greatest Hits |
| 2012 (M)                                                                           | Cyndi Lauper                                                                  | Live… At Last |
| 2012 (M)                                                                           | Spandau Ballet                                                                | The Reformation Tour |
| 2012 (M)                                                                           | Sheryl Crow                                                                   | Wildflower Tour |
| 2012 (M)                                                                           | Bryan Adams                                                                   | Live at Slane Castle |
| 2012 (M)                                                                           | The Rolling Stones                                                            | Some Girls |
| 2012 (M)                                                                           | verschiedene Künstler                                                         | The Freddie Mercury Tribute Concert                                                                                              |
| 2012 (M)                                                                           | Simon & Garfunkel                                                             | The Concert in Central Park |
| 2012 (M)                                                                           | R.E.M.                                                                        | Live |
| 2012 (M)                                                                           | Peter Gabriel                                                                 | New Blood: Live in London |
| 2012 (M)                                                                           | Nena                                                                          | Made in Germany |
| 2012 (M)                                                                           | Take That                                                                     | Progress Live |
| 2012 (M)                                                                           | Herbert Grönemeyer                                                            | Schiffsverkehr |
| 2012 (M)                                                                           | AC/DC                                                                         | Live at River Plate |
| 2012 (M)                                                                           | Bon Jovi                                                                      | The Circle Tour |
| 2012 (M)                                                                           | U2                                                                            | 360° at the Rose Bowl |
| 2012 (M)                                                                           | Billy Joel                                                                    | Live at Shea Stadium |
| 2012 (M)                                                                           | Simply Red                                                                    | Farwell |
| 2012 (M)                                                                           | Leona Lewis                                                                   | The Labyrinth |
| 2012 (M)                                                                           | Usher                                                                         | OMG Tour |
| 2012 (M)                                                                           | Foo Fighters                                                                  | Live at Wembley Stadium |
| 2012 (M)                                                                           | Linkin Park                                                                   | Road to Revolution |
| 2012 (M)                                                                           | Linkin Park                                                                   | Live at Madison Square Garden |
| Silvester 2011                                                                     |                                                                               | |
| 2011 (S)                                                                           | Frank Zappa                                                                   | The Torture Never Stops |
| 2011 (S)                                                                           | David Byrne                                                                   | Ride, Rise, Roar |
| 2011 (S)                                                                           | Jamie Cullum                                                                  | BBC Proms |
| 2011 (S)                                                                           | Santana                                                                       | Greatest Hits |
| 2011 (S)                                                                           | Cyndi Lauper                                                                  | Live… At Last |
| 2011 (S)                                                                           | Spandau Ballet                                                                | The Reformation Tour |
| 2011 (S)                                                                           | Peter Gabriel                                                                 | New Blood: Live in London |
| 2011 (S)                                                                           | Sheryl Crow                                                                   | Wildflower Tour |
| 2011 (S)                                                                           | Bryan Adams                                                                   | Live at Slane Castle |
| 2011 (S)                                                                           | The Rolling Stones                                                            | Some Girls |
| 2011 (S)                                                                           | verschiedene Künstler                                                         | Freddie Mercury Tribute Concert                                                                                                  |
| 2011 (S)                                                                           | Simon & Garfunkel                                                             | The Concert in Central Park |
| 2011 (S)                                                                           | Herbert Grönemeyer                                                            | Schiffsverkehr |
| 2011 (S)                                                                           | Simply Red                                                                    | Farewell |
| 2011 (S)                                                                           | Billy Joel                                                                    | Live at Shea Stadium |
| 2011 (S)                                                                           | AC/DC                                                                         | Live at River Plate |
| 2011 (S)                                                                           | Bon Jovi                                                                      | The Circle Tour |
| 2011 (S)                                                                           | U2                                                                            | 360° at the Rose Bowl |
| 2011 (S)                                                                           | Take That                                                                     | Progress Live |
| 2011 (S)                                                                           | Nena                                                                          | Made in Germany |
| 2011 (S)                                                                           | Leona Lewis                                                                   | The Labyrinth |
| 2011 (S)                                                                           | Usher                                                                         | OMG Tour |
| 2011 (S)                                                                           | R.E.M.                                                                        | Live |
| 2011 (S)                                                                           | Foo Fighters                                                                  | Live at Wembley Stadium |
| 2011 (S)                                                                           | Linkin Park                                                                   | Road to Revolution |
| 2011 (S)                                                                           | Linkin Park                                                                   | Live at Madison Square Garden |
| 1. Mai 2011                                                                        |                                                                               | |
| 2011 (M)                                                                           | Die Toten Hosen                                                               | Mach mal lauter – Live in Berlin                                                                                                 |
| 2011 (M)                                                                           | Scorpions                                                                     | Acoustica |
| 2011 (M)                                                                           | Rory Gallagher                                                                | Irish Tour |
| 2011 (M)                                                                           | Rod Stewart                                                                   | Live at London Olympia |
| 2011 (M)                                                                           | Status Quo                                                                    | Pictures - Live at Montreux |
| 2011 (M)                                                                           | Queen & Paul Rodgers                                                          | Let the Cosmos Rock – Live |
| 2011 (M)                                                                           | Bruce Springsteen & The E Street Band                                         | London Calling |
| 2011 (M)                                                                           | The Rolling Stones                                                            | Ladies and Gentlemen |
| 2011 (M)                                                                           | Eric Clapton                                                                  | Crossroads Guitar Festival 2010                                                                                                  |
| 2011 (M)                                                                           | Phil Collins                                                                  | Going Back |
| 2011 (M)                                                                           | Neil Diamond                                                                  | Hot August Night – Live |
| 2011 (M)                                                                           | Tina Turner                                                                   | 50th Anniversary Concert Tour – Live                                                                                             |
| 2011 (M)                                                                           | Paul McCartney                                                                | Good Evening New York City |
| 2011 (M)                                                                           | Michael Jackson                                                               | HIStory Tour |
| 2011 (M)                                                                           | verschiedene Künstler                                                         | The Rock and Roll Hall of Fame: 25th Anniversary                                                                                 |
| 2011 (M)                                                                           | The Rolling Stones                                                            | Live at the Max |
| 2011 (M)                                                                           | P!nk                                                                          | Funhouse |
| 2011 (M)                                                                           | Take That                                                                     | The Circus Live |
| 2011 (M)                                                                           | Pet Shop Boys                                                                 | Pandemonium |
| 2011 (M)                                                                           | Beyoncé                                                                       | I Am Yours |
| 2011 (M)                                                                           | The Pretenders                                                                | Live in London |
| 2011 (M)                                                                           | Oasis                                                                         | Electric Proms |
| 2011 (M)                                                                           | Sade                                                                          | Lovers Live |
| 2011 (M)                                                                           | Carole King & James Taylor                                                    | Live at the Troubadour |
| Silvester 2010                                                                     |                                                                               | |
| 2010 (S)                                                                           | Les Paul                                                                      | Live in New York City |
| 2010 (S)                                                                           | Jeff Beck                                                                     | Jeff Beck Honours Les Paul |
| 2010 (S)                                                                           | Rory Gallagher                                                                | Irish Tour |
| 2010 (S)                                                                           | Rod Stewart                                                                   | Live at London Olympia |
| 2010 (S)                                                                           | The Rolling Stones                                                            | Ladies and Gentlemen |
| 2010 (S)                                                                           | Scorpions                                                                     | Acoustica |
| 2010 (S)                                                                           | Carole King & James Taylor                                                    | Live at the Troubadour |
| 2010 (S)                                                                           | Leonard Cohen                                                                 | Live in London |
| 2010 (S)                                                                           | The Everly Brothers                                                           | Reunion Concert |
| 2010 (S)                                                                           | Michael Bolton                                                                | Live at the Royal Albert Hall |
| 2010 (S)                                                                           | Eric Clapton                                                                  | Crossroads Guitar Festival 2010                                                                                                  |
| 2010 (S)                                                                           | verschiedene Künstler                                                         | The Rock and Roll Hall of Fame: 25th Anniversary                                                                                 |
| 2010 (S)                                                                           | Michael Jackson                                                               | HIStory Tour |
| 2010 (S)                                                                           | The Rolling Stones                                                            | Live at the Max |
| 2010 (S)                                                                           | Paul McCartney                                                                | Good Evening New York City |
| 2010 (S)                                                                           | Phil Collins                                                                  | Going Back |
| 2010 (S)                                                                           | Bruce Springsteen & The E Street Band                                         | London Calling |
| 2010 (S)                                                                           | Take That                                                                     | The Circus Live |
| 2010 (S)                                                                           | Pet Shop Boys                                                                 | Pandemonium |
| 2010 (S)                                                                           | Beyoncé                                                                       | I Am Yours |
| 2010 (S)                                                                           | Sade                                                                          | Lovers Live |
| 2010 (S)                                                                           | The Pretenders                                                                | Live in London |
| 2010 (S)                                                                           | Oasis                                                                         | Electric Proms |
| 2010 (S)                                                                           | Die Toten Hosen                                                               | Mach mal lauter – Live in Berlin                                                                                                 |
| 1. Mai 2010                                                                        |                                                                               | |
| 2010 (M)                                                                           | Duffy                                                                         | Live at LSO St.Luke’s |
| 2010 (M)                                                                           | America                                                                       | Live in Chicago |
| 2010 (M)                                                                           | Ringo Starr & The Roundheads                                                  | Live at Soundstage |
| 2010 (M)                                                                           | Tom Petty                                                                     | One 30th Anniversary Concert |
| 2010 (M)                                                                           | Fleetwood Mac                                                                 | Live in Boston |
| 2010 (M)                                                                           | Stevie Nicks                                                                  | Live in Chicago |
| 2010 (M)                                                                           | David Foster & Friends                                                        | Hit Man |
| 2010 (M)                                                                           | Michael Bublé                                                                 | Live Los Angeles/New York |
| 2010 (M)                                                                           | Bee Gees                                                                      | One Night Only |
| 2010 (M)                                                                           | Status Quo                                                                    | Pictures – Live at Montreux |
| 2010 (M)                                                                           | Eric Clapton & Steve Winwood                                                  | Live from Madison Square Garden                                                                                                  |
| 2010 (M)                                                                           | Söhne Mannheims & Xavier Naidoo                                               | MTV Unplugged |
| 2010 (M)                                                                           | Jan Delay                                                                     | Live in Mainz |
| 2010 (M)                                                                           | Robbie Williams                                                               | BBC Electric Proms |
| 2010 (M)                                                                           | Seal                                                                          | Soundstage |
| 2010 (M)                                                                           | Michael Jackson                                                               | Michael Jackson: 30th Anniversary Celebration                                                                                    |
| 2010 (M)                                                                           | P!nk                                                                          | Funhouse |
| 2010 (M)                                                                           | Tina Turner                                                                   | 50th Anniversary Concert Tour – Live                                                                                             |
| 2010 (M)                                                                           | Queen & Paul Rodgers                                                          | Let the Cosmos Rock – Live |
| 2010 (M)                                                                           | George Michael                                                                | Live in London – 25 Live Tour |
| 2010 (M)                                                                           | The Killers                                                                   | Live from the Royal Albert Hall                                                                                                  |
| 2010 (M)                                                                           | Green Day                                                                     | Live at Fox Theatre |
| 2010 (M)                                                                           | Oasis                                                                         | Standing on the Edge of Noise |
| 2010 (M)                                                                           | Silbermond                                                                    | Laut Gedacht |
| 2010 (M)                                                                           | Mika                                                                          | Live in Paris |
| Silvester 2009                                                                     |                                                                               | |
| 2009 (S)                                                                           | Duffy                                                                         | Live at LSO St.Luke’s |
| 2009 (S)                                                                           | Mika                                                                          | Live in Paris |
| 2009 (S)                                                                           | Silbermond                                                                    | Laut Gedacht |
| 2009 (S)                                                                           | Oasis                                                                         | Standing on the Edge of Noise |
| 2009 (S)                                                                           | Green Day                                                                     | Live at Fox Theatre |
| 2009 (S)                                                                           | The Killers                                                                   | Live from the Royal Albert Hall                                                                                                  |
| 2009 (S)                                                                           | P!nk                                                                          | Funhouse |
| 2009 (S)                                                                           | George Michael                                                                | Live in London – 25 Live Tour |
| 2009 (S)                                                                           | Stevie Wonder                                                                 | Live at Last – A Wonder Summer’s Night                                                                                           |
| 2009 (S)                                                                           | Neil Diamond                                                                  | Hot August Night – Live at Madison Square Garden                                                                                 |
| 2009 (S)                                                                           | Tina Turner                                                                   | 50th Anniversary Concert Tour – Live from the Gelre Dome                                                                         |
| 2009 (S)                                                                           | Michael Jackson                                                               | Michael Jackson: 30th Anniversary Celebration                                                                                    |
| 2009 (S)                                                                           | Seal                                                                          | Soundstage |
| 2009 (S)                                                                           | Peter Fox                                                                     | Live in Berlin |
| 2009 (S)                                                                           | Söhne Mannheims vs. Xavier Naidoo                                             | MTV Unplugged – Wettsingen in Schwetzingen                                                                                       |
| 2009 (S)                                                                           | Eric Clapton                                                                  | Live from Madison Square Garden                                                                                                  |
| 2009 (S)                                                                           | Queen + Paul Rodgers                                                          | Let the Cosmos Rock – Live in Ukraine                                                                                            |
| 2009 (S)                                                                           | Status Quo                                                                    | Pictures – Live at Montreux |
| 2009 (S)                                                                           | Bee Gees                                                                      | One Night Only |
| 2009 (S)                                                                           | Michael Bublé                                                                 | Live Los Angeles/New York |
| 2009 (S)                                                                           | Stevie Nicks                                                                  | Live in Chicago |
| 2009 (S)                                                                           | Ringo Starr                                                                   | Live at Soundstage |
| 2009 (S)                                                                           | Tom Petty                                                                     | One 30th Anniversary Concert |
| 2009 (S)                                                                           | Fleetwood Mac                                                                 | Live in Boston |
| 2009 (S)                                                                           | America                                                                       | Live in Chicago |
| 2009 (S)                                                                           | David Foster                                                                  | Hit Man |
| 2009 (S)                                                                           | Jan Delay                                                                     | Live in Mainz |
| 1. Mai 2009                                                                        |                                                                               | |
| 2009 (M)                                                                           | Keane                                                                         | Live at the O2 |
| 2009 (M)                                                                           | John Mayer                                                                    | Where the Light Is |
| 2009 (M)                                                                           | Foo Fighters                                                                  | Skin and Bones |
| 2009 (M)                                                                           | Coldplay                                                                      | Live at the BBC |
| 2009 (M)                                                                           | Lenny Kravitz                                                                 | Unplugged in New York |
| 2009 (M)                                                                           | Jeff Beck                                                                     | Live at Ronnie Scott’s |
| 2009 (M)                                                                           | Van Morrison                                                                  | Live at Montreux |
| 2009 (M)                                                                           | Bob Dylan                                                                     | The Other Side of the Mirror – Newport Folk Festival 1963–1965                                                                   |
| 2009 (M)                                                                           | David Gilmour                                                                 | Live in Danzig |
| 2009 (M)                                                                           | Eric Clapton                                                                  | Crossroads Guitar Festival 2007                                                                                                  |
| 2009 (M)                                                                           | Sheryl Crow                                                                   | Live from Irving Plaza in New York                                                                                               |
| 2009 (M)                                                                           | ZZ Top                                                                        | Live from Texas |
| 2009 (M)                                                                           | AC/DC                                                                         | The Director’s Cut |
| 2009 (M)                                                                           | Foreigner                                                                     | Soundstage |
| 2009 (M)                                                                           | Bon Jovi                                                                      | Lost Highway – The Concert |
| 2009 (M)                                                                           | Genesis                                                                       | Turn It On Again |
| 2009 (M)                                                                           | Simply Red                                                                    | Live at the Royal Albert Hall |
| 2009 (M)                                                                           | Queen                                                                         | Queen Rock Montreal |
| 2009 (M)                                                                           | Elvis Presley                                                                 | Aloha from Hawaii |
| 2009 (M)                                                                           | Tina Turner                                                                   | One Last Time in Concert |
| 2009 (M)                                                                           | Lionel Richie                                                                 | Coming Home |
| 2009 (M)                                                                           | Madonna                                                                       | The Confession Tour |
| 2009 (M)                                                                           | Kylie Minogue                                                                 | KylieX2008 |
| 2009 (M)                                                                           | Christina Aguilera                                                            | The Back to Basics Tour – Live in Australia                                                                                      |
| 2009 (M)                                                                           | Rihanna                                                                       | Good Girl Gone Bad Live |
| 2009 (M)                                                                           | Beyoncé                                                                       | The Beyoncé Experience Live |
| 2009 (M)                                                                           | Nelly Furtado                                                                 | Loose – The Concert |
| 2009 (M)                                                                           | Sugababes                                                                     | Live at indigO2 |
| 2009 (M)                                                                           | Alanis Morissette                                                             | Live from Carling Brixton Academy                                                                                                |
| Silvester 2008                                                                     |                                                                               | |
| 2008 (S)                                                                           | Josh Groban                                                                   | Awake |
| 2008 (S)                                                                           | John Mayer                                                                    | Where the Light Is |
| 2008 (S)                                                                           | Foo Fighters                                                                  | Skin and Bones |
| 2008 (S)                                                                           | Lenny Kravitz                                                                 | Unplugged in New York |
| 2008 (S)                                                                           | Jeff Beck                                                                     | Live at Ronnie Scott’s |
| 2008 (S)                                                                           | Van Morrison                                                                  | Live at Montreux |
| 2008 (S)                                                                           | David Gilmour                                                                 | Live in Danzig |
| 2008 (S)                                                                           | Toto                                                                          | Falling in Between Live |
| 2008 (S)                                                                           | Eric Clapton                                                                  | Crossroads Guitar Festival 2007                                                                                                  |
| 2008 (S)                                                                           | Sheryl Crow                                                                   | Live from Irving Plaza in New York                                                                                               |
| 2008 (S)                                                                           | ZZ Top                                                                        | Live from Texas |
| 2008 (S)                                                                           | Deep Purple                                                                   | Total Abandon |
| 2008 (S)                                                                           | AC/DC                                                                         | No Bull |
| 2008 (S)                                                                           | Coldplay                                                                      | Live at the BBC |
| 2008 (S)                                                                           | Avril Lavigne                                                                 | The Best Damn Tour |
| 2008 (S)                                                                           | Ronan Keating & Boyzone                                                       | Live in Manchester |
| 2008 (S)                                                                           | Simply Red                                                                    | Live at the Royal Albert Hall |
| 2008 (S)                                                                           | Elvis Presley                                                                 | Aloha from Hawaii |
| 2008 (S)                                                                           | Frank Sinatra                                                                 | In Concert at Royal Festival Hall                                                                                                |
| 2008 (S)                                                                           | Céline Dion                                                                   | Live in Las Vegas |
| 2008 (S)                                                                           | Queen                                                                         | Queen Rock Montreal |
| 2008 (S)                                                                           | Tina Turner                                                                   | One Last Time in Concert |
| 2008 (S)                                                                           | Kylie Minogue                                                                 | KylieX2008 |
| 2008 (S)                                                                           | Christina Aguilera                                                            | The Back to Basics Tour – Live in Australia                                                                                      |
| 2008 (S)                                                                           | Rihanna                                                                       | Good Girl Gone Bad Live |
| 2008 (S)                                                                           | Beyoncé                                                                       | The Beyoncé Experience Live |
| 2008 (S)                                                                           | Nelly Furtado                                                                 | Loose – The Concert |
| 2008 (S)                                                                           | Sugababes                                                                     | Live at indigO2 |
| 2008 (S)                                                                           | Alanis Morissette                                                             | Live from Carling Academy Brixton                                                                                                |
| 2008 (S)                                                                           | Sex Pistols                                                                   | There’ll Always Be an England |
| 1. Mai 2008                                                                        |                                                                               | |
| 2008 (M)                                                                           | Mike & the Mechanics & Paul Carrack                                           | Live at Shepherds Bush |
| 2008 (M)                                                                           | Noel & Gem of Oasis                                                           | Live from the Cabaret Sauvage |
| 2008 (M)                                                                           | Die Toten Hosen                                                               | Nur zu Besuch: Unplugged im Wiener Burgtheater                                                                                   |
| 2008 (M)                                                                           | Wolf Maahn                                                                    | Direkt ins Blut 2 |
| 2008 (M)                                                                           | Loreena McKennitt                                                             | Nights from the Alhambra |
| 2008 (M)                                                                           | Celtic Woman                                                                  | A New Journey |
| 2008 (M)                                                                           | Katie Melua                                                                   | Live in Düsseldorf |
| 2008 (M)                                                                           | Cyndi Lauper and Friends                                                      | Decades Rock Live |
| 2008 (M)                                                                           | Bob Dylan                                                                     | The Other Side of the Mirror |
| 2008 (M)                                                                           | David Gilmour                                                                 | Remember that Night – Live at the Royal Albert Hall                                                                              |
| 2008 (M)                                                                           | George Michael                                                                | Unplugged |
| 2008 (M)                                                                           | Yusuf Islam                                                                   | Yusuf’s Cafe Session |
| 2008 (M)                                                                           | Roger Hodgson                                                                 | The Voice of Supertramp – Take the Long Way Home                                                                                 |
| 2008 (M)                                                                           | Bon Jovi                                                                      | Lost Highway – The Concert |
| 2008 (M)                                                                           | Queen                                                                         | Live at Wembley Stadium |
| 2008 (M)                                                                           | Amy Winehouse                                                                 | I Told You I Was Trouble |
| 2008 (M)                                                                           | Take That                                                                     | The Ultimate Tour |
| 2008 (M)                                                                           | Herbert Grönemeyer                                                            | 12 Live |
| 2008 (M)                                                                           | Genesis                                                                       | Turn It On Again |
| 2008 (M)                                                                           | Tina Turner                                                                   | Wildest Dreams |
| 2008 (M)                                                                           | Madonna                                                                       | The Confessions Tour |
| 2008 (M)                                                                           | Falco                                                                         | Falco Symphonic |
| 2008 (M)                                                                           | Pur                                                                           | PUR & Friends |
| 2008 (M)                                                                           | Westernhagen                                                                  | Live |
| 2008 (M)                                                                           | Rosenstolz                                                                    | Das große Leben: Live |
| 2008 (M)                                                                           | P!nk                                                                          | I’m Not Dead |
| 2008 (M)                                                                           | Pet Shop Boys                                                                 | Cubism |
| 2008 (M)                                                                           | Mika                                                                          | A Long Way from Home |
| Silvester 2007                                                                     |                                                                               | |
| 2007 (S)                                                                           | Noel & Gem of Oasis                                                           | Live from the Cabaret Sauvage |
| 2007 (S)                                                                           | Loreena McKennitt                                                             | Nights from the Alhambra |
| 2007 (S)                                                                           | Celtic Woman                                                                  | A New Journey |
| 2007 (S)                                                                           | Wolf Maahn                                                                    | Direkt ins Blut 2 |
| 2007 (S)                                                                           | Madonna                                                                       | Confessions Tour |
| 2007 (S)                                                                           | Genesis                                                                       | Turn It On Again |
| 2007 (S)                                                                           | Lionel Richie                                                                 | Coming Home |
| 2007 (S)                                                                           | Herbert Grönemeyer                                                            | 12 Live |
| 2007 (S)                                                                           | Pur                                                                           | PUR & Friends |
| 2007 (S)                                                                           | Bob Dylan                                                                     | The Other Side of the Mirror – Newport Folk Festival 1963–1965                                                                   |
| 2007 (S)                                                                           | Queen                                                                         | Live at Wembley Stadium |
| 2007 (S)                                                                           | Tina Turner                                                                   | Wildest Dreams |
| 2007 (S)                                                                           | Mike & The Mechanics                                                          | Live at Shepherds Bush |
| 2007 (S)                                                                           | Die Toten Hosen                                                               | Nur zu Besuch: Unplugged im Wiener Burgtheater                                                                                   |
| 2007 (S)                                                                           | Katie Melua                                                                   | Live in Düsseldorf |
| 2007 (S)                                                                           | Mark Knopfler & Emmylou Harris                                                | All the Road-Running Live! |
| 2007 (S)                                                                           | David Gilmour                                                                 | Remember That Night – Live at the Royal Albert Hall                                                                              |
| 2007 (S)                                                                           | George Michael                                                                | MTV Unplugged |
| 2007 (S)                                                                           | Yusuf Islam                                                                   | Yusuf’s Café Session |
| 2007 (S)                                                                           | Roger Hodgson                                                                 | The Voice of Supertramp – Take the Long Way                                                                                      |
| 2007 (S)                                                                           | Bon Jovi                                                                      | Lost Highway – The Concert |
| 2007 (S)                                                                           | Kylie Minogue                                                                 | Homecoming |
| 2007 (S)                                                                           | Westernhagen                                                                  | Live |
| 2007 (S)                                                                           | Rosenstolz                                                                    | Das große Leben – Live |
| 2007 (S)                                                                           | P!nk                                                                          | I’m Not Dead |
| 2007 (S)                                                                           | Pet Shop Boys                                                                 | Cubism |
| 2007 (S)                                                                           | Amy Winehouse                                                                 | I Told You I Was Trouble |
| 1. Mai 2007                                                                        |                                                                               | |
| 2007 (M)                                                                           | Michael Bolton                                                                | Live in Canada |
| 2007 (M)                                                                           | Peter Cetera & Amy Grant                                                      | Soundstage |
| 2007 (M)                                                                           | James Taylor                                                                  | Live at the Beacon Theatre |
| 2007 (M)                                                                           | David Gilmour                                                                 | Live at Robert Wyatt’s Meltdown                                                                                                  |
| 2007 (M)                                                                           | Chris Rea                                                                     | The Road to Hell and Back |
| 2007 (M)                                                                           | Cyndi Lauper & Friends                                                        | Cyndi Lauper & Friends |
| 2007 (M)                                                                           | Cream                                                                         | Royal Albert Hall London May 2-3-5-6, 2005                                                                                       |
| 2007 (M)                                                                           | John Fogerty                                                                  | The Long Road Home |
| 2007 (M)                                                                           | Roy Orbison                                                                   | A Black and White Night |
| 2007 (M)                                                                           | Johnny Cash                                                                   | Live at Montreux 1994 |
| 2007 (M)                                                                           | The Eagles                                                                    | Farewell 1 Tour Concert |
| 2007 (M)                                                                           | Bruce Springsteen                                                             | The Seeger Sessions Live |
| 2007 (M)                                                                           | Ricky Martin                                                                  | MTV Unplugged |
| 2007 (M)                                                                           | Robbie Williams                                                               | Close-Encounter-Tour vom September 2006 aus der Roundhay Park Arena in Leeds                                                     |
| 2007 (M)                                                                           | Simply Red                                                                    | Live in Cuba |
| 2007 (M)                                                                           | ABBA                                                                          | Live in Concert |
| 2007 (M)                                                                           | Elton John                                                                    | The Red Piano |
| 2007 (M)                                                                           | Tina Turner                                                                   | Live in Rio ’88 |
| 2007 (M)                                                                           | Queen + Paul Rodgers                                                          | Return of the Champions |
| 2007 (M)                                                                           | Pink Floyd                                                                    | P.U.L.S.E. |
| 2007 (M)                                                                           | Coldplay                                                                      | Live in Canada |
| 2007 (M)                                                                           | U2                                                                            | Vertigo – Live from Chicago |
| 2007 (M)                                                                           | Depeche Mode                                                                  | Touring the Angel – Live in Milan                                                                                                |
| 2007 (M)                                                                           | The Black Eyed Peas                                                           | Monkey Business – Live |
| 2007 (M)                                                                           | Gwen Stefani                                                                  | Harajuku Lovers Tour |
| 2007 (M)                                                                           | The Pretenders                                                                | Decades Rock Live |
| 2007 (M)                                                                           | Maroon 5                                                                      | Live Friday the 13th |
| Silvester 2006                                                                     |                                                                               | |
| 2006 (S)                                                                           | Cream                                                                         | Royal Albert Hall London May 2-3-5-6, 2005                                                                                       |
| 2006 (S)                                                                           | Destiny’s Child                                                               | Live in Atlanta |
| 2006 (S)                                                                           | Pink Floyd                                                                    | P.U.L.S.E. |
| 2006 (S)                                                                           | U2                                                                            | Vertigo – Live from Chicago |
| 2006 (S)                                                                           | Coldplay                                                                      | Live in Canada |
| 2006 (S)                                                                           | Depeche Mode                                                                  | Touring the Angel – Live in Milan                                                                                                |
| 2006 (S)                                                                           | The Black Eyed Peas                                                           | Monkey Business – Live |
| 2006 (S)                                                                           | The Pretenders                                                                | The Pretenders and Friends |
| 2006 (S)                                                                           | Bruce Springsteen                                                             | The Seeger Sessions Live |
| 2006 (S)                                                                           | Anastacia                                                                     | Live at Last |
| 2006 (S)                                                                           | Ricky Martin                                                                  | MTV Unplugged |
| 2006 (S)                                                                           | Johnny Cash                                                                   | Live at Montreux 1994 |
| 2006 (S)                                                                           | Simply Red                                                                    | Live in Cuba |
| 2006 (S)                                                                           | Tina Turner                                                                   | Live in Rio ’88 |
| 2006 (S)                                                                           | Barry Manilow                                                                 | Music and Passion – Live from Las Vegas                                                                                          |
| 2006 (S)                                                                           | David Gilmour                                                                 | Live at Robert Wyatt’s Meltdown                                                                                                  |
| 2006 (S)                                                                           | Michael Bolton                                                                | Live in Canada |
| 2006 (S)                                                                           | Cyndi Lauper                                                                  | Cindy Lauper and Friends |
| 2006 (S)                                                                           | James Taylor                                                                  | Live at the Beacon Theatre |
| 2006 (S)                                                                           | John Fogerty                                                                  | The Long Road Home |
| 2006 (S)                                                                           | Chris Rea                                                                     | The Road to Hell and Back – Live                                                                                                 |
| 2006 (S)                                                                           | Gwen Stefani                                                                  | Harajuku Lovers Tour |
| 2006 (S)                                                                           | Robbie Williams                                                               | Close-Encounter-Tour vom September 2006 aus der Roundhay Park Arena in Leeds                                                     |
| 12. + 19. August + 16. September 2006                                              |                                                                               | |
| 2006 (12. August)                                                                  | Sasha                                                                         | SWR 3 Ring frei! - Extra |
| 2006 (12. August)                                                                  | Katie Melua                                                                   | SWR 3 Ring frei! - Extra |
| 2006 (12. August)                                                                  | James Blunt                                                                   | SWR 3 Ring frei! - Extra |
| 2006 (12. August)                                                                  | Alanis Morissette                                                             | SWR 3 Ring frei! - Extra |
| 2006 (12. August)                                                                  | Simple Minds                                                                  | SWR 3 Ring frei! - Extra |
| 2006 (12. August)                                                                  | Juanes                                                                        | SWR 3 New Pop Festival 2005 |
| 2006 (12. August)                                                                  | Caesars                                                                       | SWR 3 New Pop Festival 2005 |
| 2006 (12. August)                                                                  | Daniel Powter                                                                 | SWR 3 New Pop Festival 2005 |
| 2006 (12. August)                                                                  | KT Tunstall                                                                   | SWR 3 New Pop Festival 2005 |
| 2006 (12. August)                                                                  | Athlete                                                                       | SWR 3 New Pop Festival 2005 |
| 2006 (19. August)                                                                  | Destiny's Child                                                               | Live at Atlanta |
| 2006 (19. August)                                                                  | Robbie Williams                                                               | Live from Berlin |
| 2006 (19. August)                                                                  | Prince                                                                        | Best of BRIT Awards 2006 |
| 2006 (19. August)                                                                  | Paul Weller                                                                   | Best of BRIT Awards 2006 |
| 2006 (19. August)                                                                  | Jack Johnson                                                                  | Best of BRIT Awards 2006 |
| 2006 (19. August)                                                                  | Kanye West                                                                    | Best of BRIT Awards 2006 |
| 2006 (19. August)                                                                  | Kelly Clarkson                                                                | Best of BRIT Awards 2006 |
| 2006 (19. August)                                                                  | James Blunt                                                                   | Best of BRIT Awards 2006 |
| 2006 (19. August)                                                                  | Coldplay                                                                      | Best of BRIT Awards 2006 |
| 2006 (19. August)                                                                  | Maroon 5                                                                      | Live Friday The 13th |
| 2006 (19. August)                                                                  | Gorillaz                                                                      | Demon Days |
| 2006 (19. August)                                                                  | Gwen Stefani & No Doubt                                                       | Rock Steady Live |
| 2006 (19. August)                                                                  | Eminem                                                                        | Live from New York |
| 2006 (19. August)                                                                  | Jazzkantine                                                                   | 10 Jahre Live |
| 2006 (16. September)                                                               | James Blunt                                                                   | Live in Concert |
| 2006 (16. September)                                                               | P!nk                                                                          | Live from Europe |
| 2006 (16. September)                                                               | Green Day                                                                     | Bullet in a Bible |
| 2006 (16. September)                                                               | Avril Lavigne                                                                 | Try to Shut Me Up Tour |
| 2006 (16. September)                                                               | Die Toten Hosen                                                               | Heimspiel |
| 2006 (16. September)                                                               | Silbermond                                                                    | Live in Kamenz |
| 2006 (16. September)                                                               | Tokio Hotel                                                                   | Schrei - Live |
| 2006 (16. September)                                                               | Christina Stürmer                                                             | Schwarz-Weiß-Tour |
| 2006 (16. September)                                                               | Jeanette                                                                      | Break On Through Tour |
| 1. Mai 2006                                                                        |                                                                               | |
| 2006 (M)                                                                           | Mötley Crüe                                                                   | Carnival of Sins |
| 2006 (M)                                                                           | T. Rex                                                                        | Born to Boogie |
| 2006 (M)                                                                           | Peter Frampton                                                                | Live in Detroit |
| 2006 (M)                                                                           | Toto                                                                          | Live in Amsterdam |
| 2006 (M)                                                                           | Seal                                                                          | One Night to Remember |
| 2006 (M)                                                                           | Josh Groban                                                                   | Live at the Greek |
| 2006 (M)                                                                           | Norah Jones                                                                   | Live in 2004 |
| 2006 (M)                                                                           | Roy Orbison                                                                   | A Black and White Night |
| 2006 (M)                                                                           | The Moody Blues                                                               | Hall of Fame |
| 2006 (M)                                                                           | The Beach Boys                                                                | Live at Knebworth |
| 2006 (M)                                                                           | Doobie Brothers                                                               | Live at Wolf Trap |
| 2006 (M)                                                                           | The Eagles                                                                    | Farewell Tour 1 Concert |
| 2006 (M)                                                                           | Live Aid                                                                      | Highlights from Live Aid |
| 2006 (M)                                                                           | Rod Stewart                                                                   | One Night Only |
| 2006 (M)                                                                           | Andrea Bocelli                                                                | Amore Under the Desert Sky |
| 2006 (M)                                                                           | Eros Ramazzotti                                                               | Live in Rome |
| 2006 (M)                                                                           | ABBA                                                                          | Live in Concert |
| 2006 (M)                                                                           | Michael Jackson                                                               | Michael Jackson: 30th Anniversary Celebration                                                                                    |
| 2006 (M)                                                                           | Phil Collins                                                                  | The First Farewell Tour 2004 |
| 2006 (M)                                                                           | Elton John                                                                    | Live in New York |
| 2006 (M)                                                                           | Rolling Stones                                                                | Live at Toronto Rocks |
| 2006 (M)                                                                           | Queen + Paul Rodgers                                                          | Return of the Champions |
| 2006 (M)                                                                           | Bon Jovi                                                                      | Lost Highway – The Concert |
| 2006 (M)                                                                           | Simply Red                                                                    | A Starry Night with Simply Red                                                                                                   |
| 2006 (M)                                                                           | Kylie Minogue                                                                 | Showgirl |
| 2006 (M)                                                                           | Gloria Estefan                                                                | Live and Unwrapped |
| 2006 (M)                                                                           | Chicago                                                                       | Soundstage |
| 2006 (M)                                                                           | Earth, Wind & Fire                                                            | Live at the Greek Theatre |
| 2006 (M)                                                                           | Macy Gray                                                                     | Live in Las Vegas |
| Silvester 2005                                                                     |                                                                               | |
| 2005 (S)                                                                           | T. Rex                                                                        | Born to Boogie |
| 2005 (S)                                                                           | Peter Frampton                                                                | Live in Detroit |
| 2005 (S)                                                                           | Toto                                                                          | Live in Amsterdam |
| 2005 (S)                                                                           | Seal                                                                          | One Night to Remember |
| 2005 (S)                                                                           | Josh Groban                                                                   | Live at the Greek |
| 2005 (S)                                                                           | Norah Jones                                                                   | Live in 2004 |
| 2005 (S)                                                                           | Roy Orbison                                                                   | A Black and White Night |
| 2005 (S)                                                                           | The Moody Blues                                                               | Hall of Fame |
| 2005 (S)                                                                           | The Beach Boys                                                                | Live at Knebworth |
| 2005 (S)                                                                           | The Doobie Brothers                                                           | Live at Wolf Trap |
| 2005 (S)                                                                           | The Eagles                                                                    | Farewell Tour 1 Concert |
| 2005 (S)                                                                           | Live Aid                                                                      | Highlights from Live Aid |
| 2005 (S)                                                                           | Queen + Paul Rodgers                                                          | Return of the Champions |
| 2005 (S)                                                                           | Eros Ramazzotti                                                               | Live in Rome |
| 2005 (S)                                                                           | ABBA                                                                          | Live in Concert |
| 2005 (S)                                                                           | Elton John                                                                    | Live in New York |
| 2005 (S)                                                                           | Rod Stewart                                                                   | One Night Only |
| 2005 (S)                                                                           | Kylie Minogue                                                                 | Showgirl |
| 2005 (S)                                                                           | The Rolling Stones                                                            | Live at Toronto Rocks |
| 2005 (S)                                                                           | Simply Red                                                                    | A Starry Night with Simply Red                                                                                                   |
| 2005 (S)                                                                           | Gloria Estefan                                                                | Live and Unwrapped |
| 2005 (S)                                                                           | Chicago and Earth, Wind & Fire                                                | Live at the Greek Theatre |
| 2005 (S)                                                                           | P!nk                                                                          | Live in Europe |
| 2005 (S)                                                                           | David Bowie                                                                   | A Reality Tour |
| 2005 (S)                                                                           | Elvis Costello                                                                | Live in Memphis |
| 2005 (S)                                                                           | Macy Gray                                                                     | Live in Las Vegas |
| 2005 (S)                                                                           | Mötley Crüe                                                                   | Carnival of Sins |
| 5. Mai 2005 (Christi Himmelfahrt)                                                  |                                                                               | |
| 2005 (5. Mai)                                                                      | Beyoncé                                                                       | Live at Wembley |
| 2005 (5. Mai)                                                                      | Usher                                                                         | Evolution 8701 |
| 2005 (5. Mai)                                                                      | Britney Spears                                                                | Live in Miami |
| 2005 (5. Mai)                                                                      | Mary J. Blige                                                                 | Live at the House of Blues |
| 2005 (5. Mai)                                                                      | Jethro Tull                                                                   | Jethro Tull – Live (Konzertausschnitte, London 1977 und USA 2001)                                                                |
| 2005 (5. Mai)                                                                      | Genesis                                                                       | Genesis – Live (Konzertausschnitte, London 1980 und 1987)                                                                        |
| 2005 (5. Mai)                                                                      | Supertramp                                                                    | Ausschnitte aus den Konzerten „Live at Queen Mary College“ (London 1977) und dem Abschiedskonzert (München 1983)                 |
| 2005 (5. Mai)                                                                      | Chicago                                                                       | Soundstage |
| 2005 (5. Mai)                                                                      | Michael McDonald                                                              | 30th Anniversary Celebration |
| 2005 (5. Mai)                                                                      | Concert for George                                                            | Concert for George |
| 2005 (5. Mai)                                                                      | Cat Stevens                                                                   | Majikat |
| 2005 (5. Mai)                                                                      | Johnny Cash & Friends                                                         | Johnny Cash & Friends – A Concert Behind Prison Walls                                                                            |
| 2005 (5. Mai)                                                                      | Willie Nelson & Friends                                                       | Willie Nelson & Friends – Outlaws and Angels                                                                                     |
| 2005 (5. Mai)                                                                      | Dixie Chicks                                                                  | An Evening with the Dixie Chicks                                                                                                 |
| 2005 (5. Mai)                                                                      | Shania Twain                                                                  | Up! |
| 2005 (5. Mai)                                                                      | Zucchero                                                                      | Zucchero & Friends |
| 2005 (5. Mai)                                                                      | Robbie Williams                                                               | Live at Knebworth |
| 2005 (5. Mai)                                                                      | Michael Jackson                                                               | Michael Jackson: 30th Anniversary Celebration                                                                                    |
| 2005 (5. Mai)                                                                      | Phil Collins                                                                  | Finally – The First Farewell Tour 2004                                                                                           |
| 2005 (5. Mai)                                                                      | Bon Jovi                                                                      | One Last Wild Night |
| 2005 (5. Mai)                                                                      | Peter Gabriel                                                                 | Growing Up Live |
| 2005 (5. Mai)                                                                      | Coldplay                                                                      | A Rush of Blood to the Head |
| 2005 (5. Mai)                                                                      | Sheryl Crow                                                                   | C’mon America |
| 2005 (5. Mai)                                                                      | Tom Petty                                                                     | Live at the Fillmore |
| 2005 (5. Mai)                                                                      | Lynyrd Skynyrd                                                                | The Vicious Cycle Tour |
| 2005 (5. Mai)                                                                      | The Darkness                                                                  | Live in London |
| 2005 (5. Mai)                                                                      | Avril Lavigne                                                                 | Try to Shut Me Up Tour |
| Silvester 2004                                                                     |                                                                               | |
| 2004 (S)                                                                           | Chicago                                                                       | Soundstage |
| 2004 (S)                                                                           | Michael McDonald                                                              | 30th Anniversary Celebration |
| 2004 (S)                                                                           | Concert for George                                                            | Concert for George |
| 2004 (S)                                                                           | Willie Nelson & Friends                                                       | Willie Nelson & Friends – Outlaws and Angels                                                                                     |
| 2004 (S)                                                                           | Cat Stevens                                                                   | Majikat |
| 2004 (S)                                                                           | Johnny Cash & Friends                                                         | Johnny Cash & Friends – A Concert Behind Prison Walls                                                                            |
| 2004 (S)                                                                           | Shania Twain                                                                  | Up ! |
| 2004 (S)                                                                           | Avril Lavigne                                                                 | Try to Shut Me Up Tour |
| 2004 (S)                                                                           | Beyoncé                                                                       | Live at Wembley |
| 2004 (S)                                                                           | Usher                                                                         | Evolution 8701 |
| 2004 (S)                                                                           | Britney Spears                                                                | Live in Miami |
| 2004 (S)                                                                           | Justin Timberlake                                                             | Down Home in Memphis |
| 2004 (S)                                                                           | Zucchero                                                                      | Zucchero & Friends |
| 2004 (S)                                                                           | Robbie Williams                                                               | Live at Knebworth |
| 2004 (S)                                                                           | Michael Jackson                                                               | Michael Jackson: 30th Anniversary Celebration                                                                                    |
| 2004 (S)                                                                           | Phil Collins                                                                  | Finally – The First Farewell Tour 2004                                                                                           |
| 2004 (S)                                                                           | Peter Gabriel                                                                 | Growing Up Live |
| 2004 (S)                                                                           | Bon Jovi                                                                      | One Last Wild Night |
| 2004 (S)                                                                           | Sheryl Crow                                                                   | C’mon America |
| 2004 (S)                                                                           | Tom Petty                                                                     | Live at the Fillmore |
| 2004 (S)                                                                           | Lynyrd Skynyrd                                                                | The Vicious Cycle Tour |
| 2004 (S)                                                                           | The Darkness                                                                  | Live in London |
| 2004 (S)                                                                           | Mary J. Blige                                                                 | Live at the House of Blues |
| 2004 (S)                                                                           | Coldplay                                                                      | A Rush of Blood to the Head |
| 1. Mai 2004                                                                        |                                                                               | |
| 2004 (M)                                                                           | David Bowie                                                                   | David Bowie – Live (Konzertausschnitte, London 1973 und New York 2002)                                                           |
| 2004 (M)                                                                           | Paul McCartney                                                                | Back in the U.S. |
| 2004 (M)                                                                           | Cher                                                                          | The Farewell Tour |
| 2004 (M)                                                                           | John Denver                                                                   | The Wildlife Concert |
| 2004 (M)                                                                           | Britney Spears                                                                | No Place Like Home |
| 2004 (M)                                                                           | Dixie Chicks                                                                  | An Evening with the Dixie Chicks                                                                                                 |
| 2004 (M)                                                                           | Genesis                                                                       | Genesis – Live (Konzertausschnitte, London 1980 und 1987)                                                                        |
| 2004 (M)                                                                           | Herbert Grönemeyer                                                            | Das Beste von GESTERN bis MENSCH                                                                                                 |
| 2004 (M)                                                                           | Janet Jackson                                                                 | Live in Hawaii |
| 2004 (M)                                                                           | Jamiroquai                                                                    | Live in Verona |
| 2004 (M)                                                                           | Jethro Tull                                                                   | Jethro Tull – Live (Konzertausschnitte, London 1977 und England/USA 2001)                                                        |
| 2004 (M)                                                                           | Elton John                                                                    | Greatest Hits Live |
| 2004 (M)                                                                           | Tom Jones                                                                     | Live at Cardiff Castle |
| 2004 (M)                                                                           | Ronan Keating                                                                 | Destination Live |
| 2004 (M)                                                                           | Jennifer Lopez                                                                | Let’s Get Loud – Live in Puerto Rico                                                                                             |
| 2004 (M)                                                                           | The Who                                                                       | Listening to You |
| 2004 (M)                                                                           | No Angels                                                                     | Acoustic Angels |
| 2004 (M)                                                                           | The Pretenders                                                                | Loose in L.A. |
| 2004 (M)                                                                           | Queen                                                                         | We Will Rock You |
| 2004 (M)                                                                           | The Eagles                                                                    | When Hell Freezes Over |
| 2004 (M)                                                                           | Bruce Springsteen                                                             | The Rising-Tour |
| 2004 (M)                                                                           | Supertramp                                                                    | Live at Queen Mary College (Konzertausschnitte, London 1977 und München 1983)                                                    |
| 2004 (M)                                                                           | Westlife                                                                      | Greatest Hits |
| 2004 (M)                                                                           | Robbie Williams                                                               | The Robbie Williams TV Show |
| 2004 (M)                                                                           | U2                                                                            | Elevation Tour |
| Silvester 2003                                                                     |                                                                               | |
| 2003 (S)                                                                           | David Bowie                                                                   | David Bowie – Live (Konzertausschnitte, London 1973 und New York 2002)                                                           |
| 2003 (S)                                                                           | Paul McCartney                                                                | Back in the U.S. |
| 2003 (S)                                                                           | Cher                                                                          | The Farewell Tour |
| 2003 (S)                                                                           | John Denver                                                                   | The Wildlife Concert |
| 2003 (S)                                                                           | Die fantastischen Vier                                                        | MTV Unplugged |
| 2003 (S)                                                                           | Dixie Chicks                                                                  | An Evening with the Dixie Chicks                                                                                                 |
| 2003 (S)                                                                           | Genesis                                                                       | Genesis – Live (Konzertausschnitte, London 1980 und 1987)                                                                        |
| 2003 (S)                                                                           | Herbert Grönemeyer                                                            | Das Beste von GESTERN bis MENSCH                                                                                                 |
| 2003 (S)                                                                           | Janet Jackson                                                                 | Live in Hawaii |
| 2003 (S)                                                                           | Jamiroquai                                                                    | Live in Verona |
| 2003 (S)                                                                           | Jethro Tull                                                                   | Jethro Tull – Live (Konzertausschnitte, London 1977 und England/USA 2001)                                                        |
| 2003 (S)                                                                           | Elton John                                                                    | Greatest Hits Live |
| 2003 (S)                                                                           | Tom Jones                                                                     | Live at Cardiff Castle |
| 2003 (S)                                                                           | Ronan Keating                                                                 | Destination Live |
| 2003 (S)                                                                           | Jennifer Lopez                                                                | Let’s Get Loud – Live in Puerto Rico                                                                                             |
| 2003 (S)                                                                           | George Michael                                                                | MTV Unplugged |
| 2003 (S)                                                                           | No Angels                                                                     | Acoustic Angels |
| 2003 (S)                                                                           | The Pretenders                                                                | Loose in L.A. |
| 2003 (S)                                                                           | Queen                                                                         | We Will Rock You |
| 2003 (S)                                                                           | Red Hot Chili Peppers                                                         | Off the Map |
| 2003 (S)                                                                           | Bruce Springsteen                                                             | The Rising-Tour |
| 2003 (S)                                                                           | Supertramp                                                                    | Live at Queen Mary College (Konzertausschnitte, London 1977 und München 1983)                                                    |
| 2003 (S)                                                                           | Westlife                                                                      | Greatest Hits |
| 2003 (S)                                                                           | Robbie Williams                                                               | The Robbie Williams TV Show |
| Silvester 2002 & 1. Mai 2003                                                       |                                                                               | |
| 2002 (S), 2003 (M)                                                                 | AC/DC                                                                         | No Bull |
| 2002 (S), 2003 (M)                                                                 | BAP                                                                           | Das Konzert an der toten Brücke                                                                                                  |
| 2002 (S), 2003 (M)                                                                 | Backstreet Boys                                                               | Larger Than Life |
| 2002 (S), 2003 (M)                                                                 | Billy Joel                                                                    | Live at the Yankee Stadium |
| 2002 (S), 2003 (M)                                                                 | Britney Spears                                                                | No Place Like Home |
| 2002 (S), 2003 (M)                                                                 | Bryan Adams                                                                   | MTV Unplugged |
| 2002 (S), 2003 (M)                                                                 | Deep Purple                                                                   | Come Hell or Water |
| 2002 (S), 2003 (M)                                                                 | Elvis Presley                                                                 | One Night with You / The Las Vegas Show                                                                                          |
| 2002 (S), 2003 (M)                                                                 | Eric Clapton                                                                  | Unplugged |
| 2002 (S), 2003 (M)                                                                 | Falco                                                                         | Falco Symphonic |
| 2002 (S), 2003 (M)                                                                 | James Brown                                                                   | Live from the House of Blues |
| 2002 (S), 2003 (M)                                                                 | Joe Cocker                                                                    | Live in Berlin |
| 2002 (S), 2003 (M)                                                                 | Kylie Minogue                                                                 | On a Night Like This |
| 2002 (S), 2003 (M)                                                                 | Neil Young                                                                    | Silver and Gold |
| 2002 (S), 2003 (M)                                                                 | Peter Gabriel                                                                 | Secret World Live |
| 2002 (S), 2003 (M)                                                                 | Phil Collins                                                                  | Live in Paris |
| 2002 (S), 2003 (M)                                                                 | R.E.M.                                                                        | Road Movie |
| 2002 (S), 2003 (M)                                                                 | Santana                                                                       | Ausschnitte aus den Konzerten „Santana at Woodstock“ (1969), Santana ZDF Rockpop-Special (1982) und „Supernatural Live“ (2000)   |
| 2002 (S), 2003 (M)                                                                 | Sting                                                                         | Ausschnitte aus den Konzerten „The Synchronicity Concert“ (Atlanta, 1983) mit The Police und „Brand New Day“ (Los Angeles, 1999) |
| 2002 (S), 2003 (M)                                                                 | The Eagles                                                                    | When Hell Freezes Over |
| 2002 (S), 2003 (M)                                                                 | The Who                                                                       | Listening to You |
| 2002 (S), 2003 (M)                                                                 | Tina Turner                                                                   | One Last Time in Concert |
| 2002 (S), 2003 (M)                                                                 | U2                                                                            | Elevation Tour |
| 2002 (S), 2003 (M)                                                                 | Züri West                                                                     | Züri West |

## Statistik
Die Mai 2009 Ausgabe ist die 15. Auflage der Reihe (Wiederholung der ersten Sendung vom 31. Dezember 2002 am 1. Mai 2003 nicht mit einbezogen). Daraus ergibt sich folgende „inoffiziellen Pop Around the Clock“-Chartsliste (Stand: Mai 2009).
Zählt man die Auftritte von Queen mit Freddie Mercury und Queen mit Paul Rodgers zusammen, führt Queen mit acht Auftritten die Liste an.
Danach folgen mit je sieben Konzertmitschnitten Robbie Williams und Coldplay. Sechs Auftritte hatten Kylie Minogue, Simply Red und Tina Turner.
Jeweils mit fünf waren bisher dabei: Elton John, The Eagles, Bon Jovi, David Gilmour, Genesis und Queen.
Vier Auftritte hatten: Avril Lavigne, Beyoncé, Britney Spears, Bruce Springsteen, Chicago, Johnny Cash, Phil Collins, Sheryl Crow, The Pretenders und U2.
Drei Auftritte: ABBA, AC/DC, Alanis Morissette, David Bowie, Dixie Chicks, Eric Clapton, Elvis Presley, Herbert Grönemeyer, James Blunt, Jethro Tull, Josh Groban, Michael Jackson, Peter Gabriel, Pink, Queen + Paul Rodgers, Roy Orbison, Supertramp und Toto.
Zwei Auftritte: Bob Dylan, Cat Stevens, Cher, Chris Rea, Christina Aguilera, Concert for George, Cream, Cyndi Lauper, Deep Purple, Depeche Mode, Destinys Child, Die Toten Hosen, Eros Ramazzotti, Foo Fighters, George Michael, Gloria Estefan, Gwen Stefani, James Taylor, Jamiroquai, Janet Jackson, Jeff Beck, Jennifer Lopez, John Denver, John Fogerty, John Mayer, Katie Melua, Lenny Kravitz, Lionel Richie, Live Aid, Lynyrd Skynyrd, Macy Gray, Madonna, Maroon 5, Mary J. Blige, Michael Bolton, Michael McDonald, Mötley Crüe, Nelly Furtado, No Angels, Norah Jones, Paul McCartney, Peter Frampton, Pink Floyd, Ricky Martin, Rihanna, Rod Stewart, Ronan Keating, Seal, Shania Twain, Sugababes, T. Rex, The Beach Boys, The Black Eyed Peas, The Darkness, The Moody Blues, The Who, Tom Jones, Tom Petty, Usher, Van Morrison, Westlife, Willie Nelson, Zucchero und ZZ Top.
Bisher erst einmal dabei waren: Amy Winehouse, Anastacia, Andrea Bocelli, Athlete, Backstreet Boys, BAP, Barry Manilow, Billy Joel, Bryan Adams, Caesars, Carlos Santana, Céline Dion, Celtic Woman, Christina Stürmer, Daniel Powter, Die fantastischen Vier, Doobie Brothers, Earth, Wind & Fire, Elvis Costello, Eminem, Falco, Foreigner, Frank Sinatra, Gorillaz, Green Day, Gwen Stefani & No Doubt, Jack Johnson, James Brown, Jazzkantine, Jeanette Biedermann, Joe Cocker, Juanes, Justin Timberlake, Kanye West, Keane, Kelly Clarkson, KT Tunstall, Loreena McKennitt, Mark Knopfler & Emmylou Harris, Mika, Mike & The Mechanics, Neil Young, Noel & Gem of Oasis, Paul Weller, Pet Shop Boys, Peter Cetera & Amy Grant, Prince, PUR, R.E.M., Red Hot Chili Peppers, Roger Hodgson, Rolling Stones, Ronan Keating & Boyzone, Rosenstolz, Sasha, Sex Pistols, Silbermond, Simple Minds, Status Quo, Sting, The Doobie Brothers, The Rolling Stones, Tokio Hotel,  Westernhagen, Wolf Maahn, Yusuf Islam und Züri West.

## Ausstrahlungen
Die meisten Künstler wurden an Silvester 2008 mit insgesamt 30 unterschiedlichen Künstlern ausgestrahlt. Es folgten mit je 29 die Mainächte 2006 und 2009 sowie Silvester 2007. 27 Künstler: Am 5. Mai und Silvester 2005, sowie in der Mainacht 2007. 25 Künstler in der Mainacht 2004. 24 Künstler bei der Premiere an Silvester 2002 und den beiden Folgejahren 2003 und 2004. 23 an Silvester 2006. Im Pop Around the Clock-Sommer 2006 waren es 14 Künstler am 19. August, 10 am 12. August und neun am 16. September.